# Mali
Mali o Malí,cuyo nombre oficial es República de Mali o República de Malí (en bambara, Mali ka Fasojamana),es un Estado sin litoral situado en África Occidental. Su capitaly ciudad más poblada es Bamako.
Es el séptimo u octavo país más extenso de África y limita al norte con Argelia, al este con Níger, al oeste con Mauritania y Senegal, y al sur con Costa de Marfil, Guinea y con Burkina Faso. Su superficie es de 1 241 238 km² y su población estimada es de alrededor de 22 335 000 habitantes.
Constituida por ocho regiones, Mali tiene sus fronteras al norte en el medio del desierto del Sáhara, mientras que la región meridional, donde vive la mayor parte de sus habitantes, está cercana a los ríos de Níger y Senegal. La estructura económica del país se centra en la agricultura y la pesca, pese a que algunos de sus recursos naturales son el oro, el uranio y la sal.
El territorio maliense fue sede de tres grandes imperios: el Imperio de Ghana, el Imperio de Mali y el Imperio songhai, que se dedicaban al comercio transahariano. A fines del siglo XIX, Mali cayó bajo el control de Francia, pasando a formar parte de África Occidental Francesa. En octubre de 1958 el territorio de Mali cambió de nombre; se le llamó República Sudanesa. El 24 de noviembre de 1958 se convirtió en Estado autónomo dentro de la Comunidad Francesa. En enero de 1959 Senegal y la República Sudanesa formaron la Federación de Mali, la cual se desintegraría un año después. El 20 de junio de 1960 la Federación de Mali se hizo independiente de Francia y después de la disolución de la Federación de Mali el 20 de agosto de 1960, la República Sudanesa, ahora con el nombre de Mali, y Senegal se convirtieron en repúblicas separadas. Tras un tiempo en el que solo existía un partido político (de ideología marxista, desde 1974), un golpe de Estado en 1991 llevó a la redacción de una nueva constitución (promulgada en 1992) y al establecimiento de Mali como una nación democrática con un sistema pluripartidista.
El 18 de agosto de 2020, el presidente de la nación y el primer ministro fueron arrestados por los militares después de un motín surgido a partir de protestas sobre las continuas dificultades económicas y el empeoramiento de la situación de seguridad nacional. Al día siguiente renunciaron.
«En septiembre de 2020 se organizaron las concertaciones nacionales con las fuerzas vivas de la nación, fruto de las cuales se adoptó una hoja de ruta y una carta de la transición. [...] Se acordó con la CEDEAO una duración de la Transición de 18 meses a contar desde el 25 de septiembre de 2020 [...].»
«En mayo de 2021, se anunció una remodelación ministerial que acabó provocando un golpe palaciego del coronel Assimi Goita la madrugada del día 24 de ese mes y que supuso la caída y detención del Presidente y del Gobierno, sin que la CEDEAO impusiera sanciones de entidad. Casi un mes después se formó el segundo gobierno de la Transición con uno de los líderes del movimiento M5, Choguel Maïga, a la cabeza.»
«El referéndum constitucional, previsto para el 19 de marzo de 2023, primera cita electoral del acuerdo con la CEDEAO, ha sido pospuesto sin fecha concreta.»

## Historia
En la antigüedad, el territorio del actual Mali fue sede de los tres grandes imperios de África Occidental que controlaban el comercio transahariano de sal, oro y otras materias primas preciosas. Estos reinos sahelianos carecían tanto de límites geopolíticos como de identidades étnicas delimitados claramente. El primero de estos imperios fue el Imperio de Ghana, fundado por los soninké, un pueblo de habla mandé. El reino se expandió a través de África Occidental desde el siglo VIII hasta 1078, cuando fue conquistado por los almorávides.

La extensión del Imperio de Mali.

Posteriormente, se formó el Imperio de Mali en el curso superior del río Níger, que alcanzó su máximo poderío en el transcurso del siglo XIV. En la época del imperio de Mali, las antiguas ciudades de Yenné y Tombuctú fueron importantes centros de comercio y aprendizaje islámico. El imperio declinó posteriormente como resultado de conflictos internos y fue finalmente reemplazado por el Songhai. El pueblo songhai es originario del actual noroeste de Nigeria, cuyo imperio había sido durante mucho tiempo una potencia de África Occidental bajo el control del imperio de Mali.
A finales del siglo XIV, el Imperio songhay ganó gradualmente independencia del imperio de Mali, abarcando finalmente la región oriental de este imperio. Su caída fue resultado de la invasión bereber de 1591 y marcó el final de la función regional de encrucijada comercial. Luego del establecimiento de rutas marítimas por parte de las potencias europeas, las rutas de comercio transaharianas perdieron su importancia.
En la era colonial, la región cayó bajo el control francés a finales del siglo XIX. Hacia 1905, la mayor parte de la zona estaba dominada por Francia, cuyo territorio se denominaba Sudán Francés. A comienzos de 1959, Mali (por entonces la República Sudanesa) y Senegal se unieron para integrar la Federación de Mali, que obtuvo su independencia de Francia el 20 de junio de 1960. La retirada senegalesa de la federación en agosto de 1960 permitió a la antigua República Sudanesa crear la nación independiente de Mali el 22 de septiembre de 1960. Modibo Keita, quien fue jefe de Gobierno de la Federación de Mali hasta su disolución, fue elegido primer presidente. Keita estableció un Estado unipartidista, adoptando a su vez una orientación africanista independiente y socialista con fuertes lazos con la Unión Soviética, y llevó a cabo una amplia nacionalización de los recursos económicos.
En 1968, como consecuencia del creciente declive económico, Keita fue derrocado en un golpe militar dirigido por Moussa Traoré. El subsiguiente régimen militar, con Traoré como presidente, trató de reformar la economía. A pesar de esto, sus esfuerzos fueron frustrados por la agitación política y una sequía devastadora entre 1968 y 1974. El régimen de Traoré enfrentó disturbios estudiantiles que comenzaron a finales de la década de 1970, así como tres tentativas de golpe de Estado. Sin embargo, los disidentes fueron reprimidos hasta el final de la década de 1980.

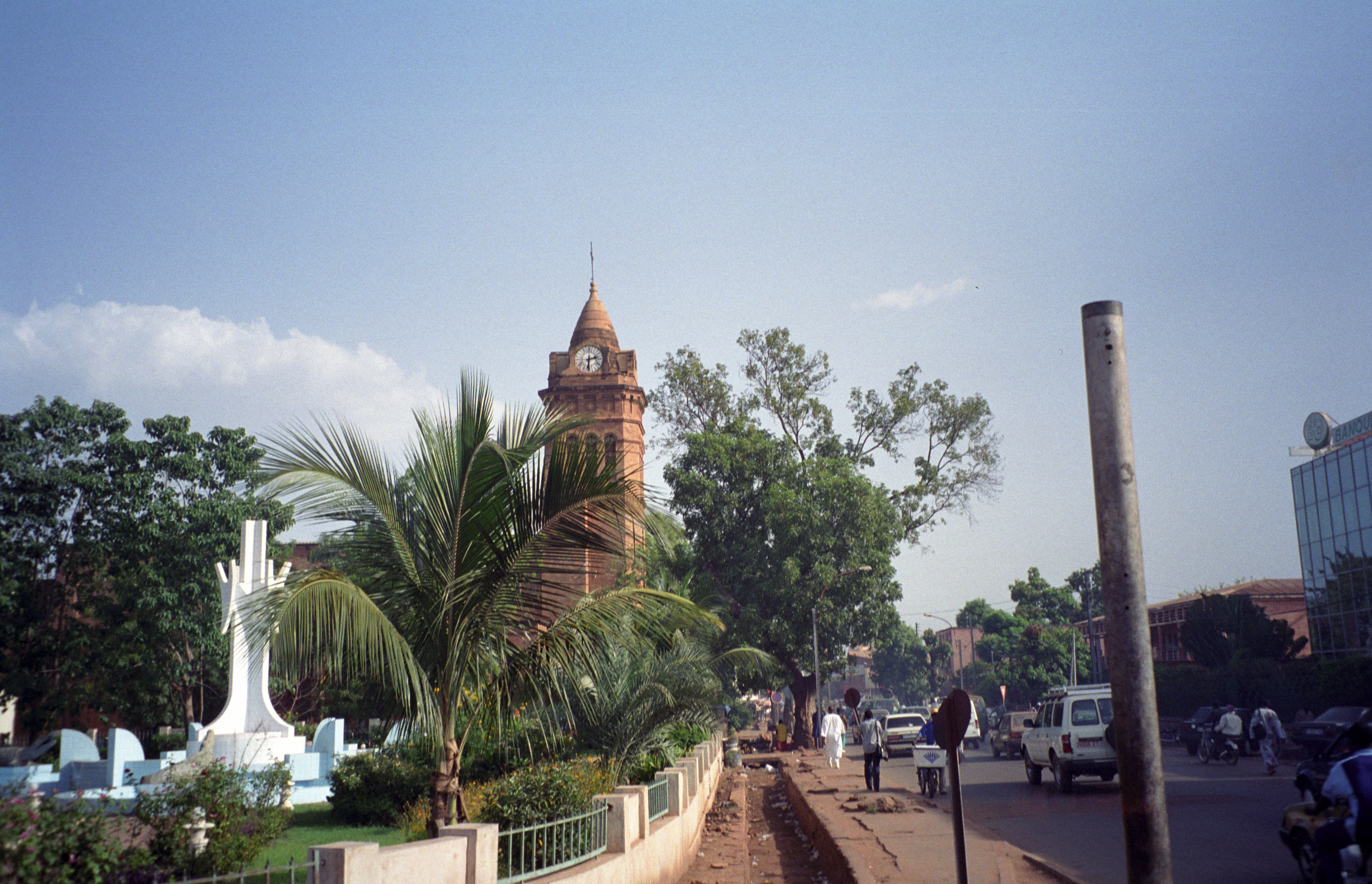
La Catedral del Sagrado Corazón de Jesús en Bamako, fue finalizada en 1936 durante la colonización francesa de Malí

El Gobierno continuó intentando aplicar reformas económicas, pero su popularidad entre la población disminuyó cada vez más. En respuesta a las crecientes demandas de una democracia multipartidista, Traoré consintió una liberalización política limitada, pero se negó a establecer un sistema democrático pleno. En 1990, empezaron a surgir movimientos de oposición pero el proceso fue interferido por el incremento de la violencia étnica en el norte del país debido al regreso de muchos tuaregs a Mali. Las protestas en contra del gobierno en 1991 condujeron a un golpe de Estado, seguido de un gobierno de transición y la elaboración de una nueva constitución. En 1992, Alpha Oumar Konaré ganó las primeras elecciones presidenciales democráticas del país. Tras su reelección en 1997, el presidente Konaré impulsó reformas políticas y económicas y luchó contra la corrupción. En 2002, fue reemplazado por Amadou Toumani Touré, un general retirado que lideró el golpe de Estado en contra de los militares e impuso la democracia en 1991.

### Golpe de Estado en 2012 y ofensiva tuareg y yihadista
El 21 de marzo de 2012 un grupo de militares derrocó al presidente Amadou Toumani Touré con un nuevo golpe de Estado; los militares golpistas, que justificaron su acción por el insuficiente apoyo de Touré y su gobierno a los militares en su lucha contra los separatistas tuareg del norte del país, cerraron las fronteras del país y formaron una junta militar de gobierno. Sin embargo militares leales a Touré afirmaron que este se encontraba en una base militar acompañado de miembros de la unidad élite de la guardia presidencial, conocidos como los «Boinas rojas» intentando resistir al golpe militar.

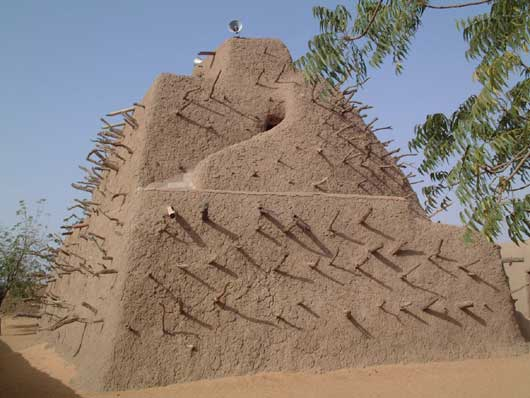
Tumba de los Askia.

Tras el golpe, los tuareg se fueron apoderando de varias ciudades al norte del país y ganando posiciones, aprovechando el vacío de poder y el 6 de abril de 2012, el  Movimiento Nacional para la Liberación del Azawad (MNLA) proclamó, unilateralmente, la secesión de la región de Azawad. El mismo 6 de abril se organizó la Comisión Nacional para la Recuperación de la Democracia y Restauración del Estado, que dictó una nueva carta constitucional para una celebración de elecciones presidenciales al cabo de cuarenta días. Sanogo aceptó su renuncia para abrir paso a las elecciones y Dioncounda Traoré en calidad de presidente del senado asumió provisionalmente la presidencia de Mali el 12 de abril. El recrudecimiento del conflicto en Mali provocó el desplazamiento de miles de personas refugiadas en zonas afectadas por la hambruna en países vecinos:  Mauritania, Burkina Faso, Níger o Argelia.
El 26 de mayo, tras la fusión de los dos grupos tuareg MNLA y del islamista Ansar Dine que acordaron formar un gobierno paritario y convocar una asamblea consultiva o "shura", se proclamó el autodenominado "Estado Islámico del Azawad" donde la sharia sería la "fuente del derecho". Sin embargo, algunos informes posteriores indicaron que el MNLA había decidido retirarse del pacto, distanciándose de Ansar Dine. Finalmente los enfrentamientos entre el MNLA y Ansar Dine culminaron en la Batalla de Gao el 27 de junio, en la cual el grupo islamista Movimiento para la Unicidad y la Yihad en África Occidental y Ansar Dine toman el control de la ciudad, expulsando al MNLA. Al día siguiente Ansar Dine anunció tener bajo su control todas las ciudades del norte de Mali. En enero de 2013 se inició una intervención militar por parte de Francia (Operación Serval) para frenar la expansión de los rebeldes islámicos en el norte del país. En febrero de 2014 se crea el G5 del Sahel del que Mali formó parte. En agosto del mismo año Serval se convirtió en la Operación Barkhane que se mantiene en 2020 con más de 5000 soldados en la zona del Sahel. 
En 2015 se firmó un acuerdo de paz que no logró devolver la estabilidad al país. La violencia se extendió hacia el centro del país con el reclutamiento de fulani por parte de los grupos yihadistas, enfrentados con la etnia bambara que son agricultores y la etnia dogón dedicada a la caza. En marzo de 2019 se produjo un punto de inflexión con la masacre de 160 personas en Ogossagou, en su mayoría civiles fulani. La matanza fue atribuida a las milicias dogones, concretamente al grupo de autodefensa Dan Na Ambassagou. El gobierno de Mali exige entonces la disolución de estas milicias que no se ha cumplido. En marzo de 2020 se establece la creación por parte de diversos países europeos junto a Malí y Níger de la Fuerza especial Takuba un grupo de trabajo integrado al mando de la Operación Barkhane para combatir a los grupos terroristas de la zona.

### Golpes de Estado en Mali de 2020 y 2021 y gobierno de transición
En 2020 la gestión realizada por el presidente Ibrahim Boubacar Keïta en relación con la situación de seguridad y a la gestión política era cada vez más cuestionada dando lugar a protestas en la calle cada vez más frecuentes lideradas por una coalición heterogénea de jefes religiosos políticos y sociedad civil denominada Movimiento del 5 de Junio. 
En agosto de 2020 un grupo de jóvenes de las Fuerzas Armadas de Malí llevaron a cabo un levantamiento militar. El proceso desembocó en la elección en septiembre de 2020 de un presidente interino, Ba N'Daou, el líder del golpe el coronel Assimi Goita asumió la vicepresidencia del país y el diplomático Moctar Ouane el puesto de primer ministro, con un gobierno que tenía el compromiso de desarrollar una transición. En cuestiones de seguridad cada vez es más cuestionada la presencia de las fuerzas francesas sobre el terreno -según informes no han logrado frenar la presencia de los grupos yihadistas- y la población resulta cada vez más afectada por la violencia.

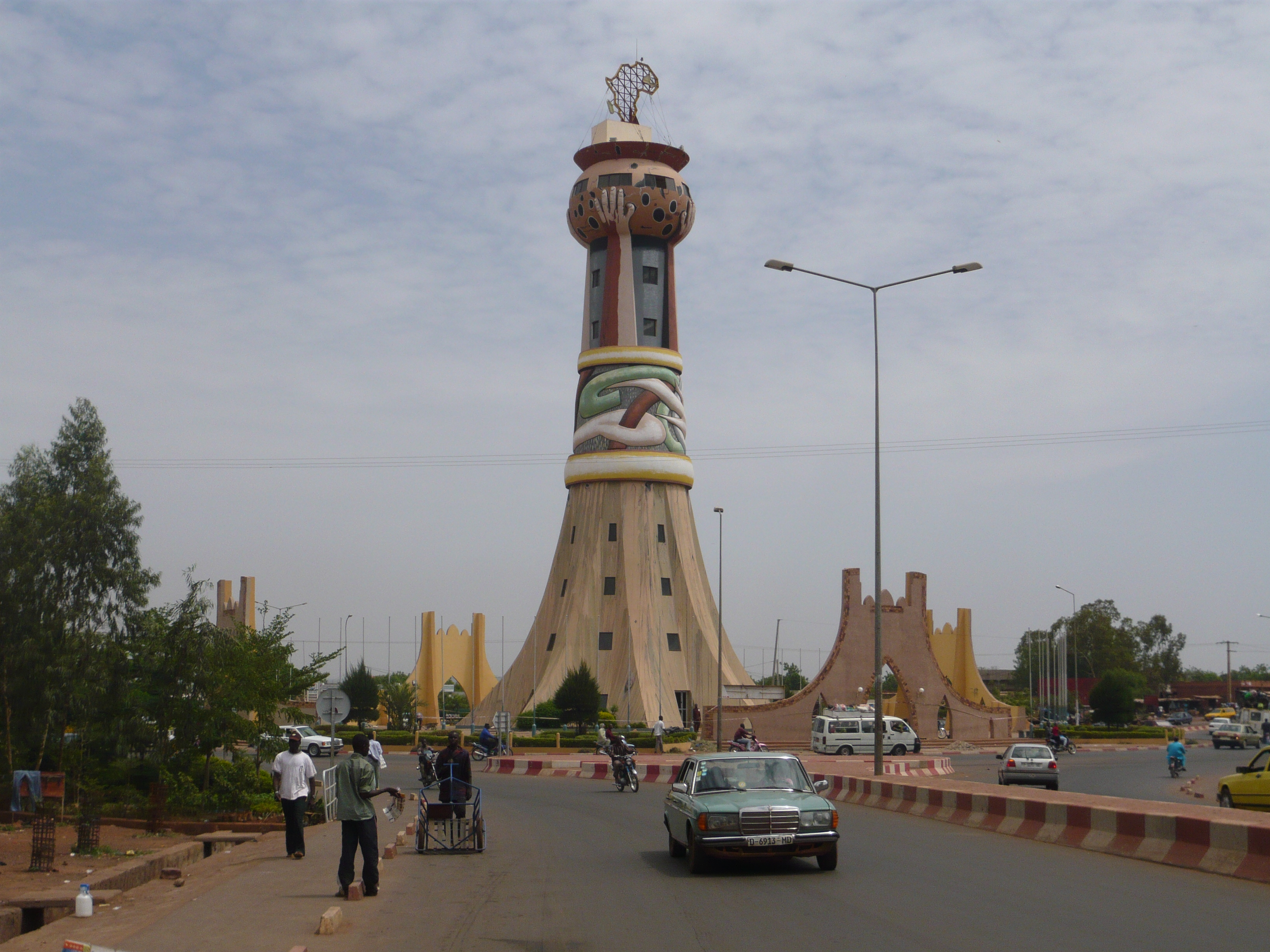
La Torre de África en Bamako

En abril de 2021 la Coalición ciudadana por el Sahel creada en julio de 2020 publica el informe "Sahel: Ce qui doit changer" que reclama situar la protección de la población civil en la respuesta de la crisis del Sahel. Uno de los aspectos polémicos es el diálogo "con todos los actores de la crisis" que incluiría a grupos armados. También se exige "tolerancia cero" para las violaciones de los derechos humanos cometidos por las fuerzas de seguridad.
En mayo de 2021 volvió a producirse un nuevo golpe de Estado, liderado por el hasta entonces vicepresidente Assimi Goita.

## Gobierno y política
Mali es una democracia constitucional gobernada por la constitución del 12 de enero de 1992, que fue revisada en 1999. La constitución establece una división de poderes entre el ejecutivo, el legislativo y el judicial. El sistema de gobierno puede ser descrito como semipresidencialista.
El poder ejecutivo es representado por el presidente, quien rige por un mandato de cinco años y está limitado a dos términos. El presidente oficia también de jefe de Estado y comandante en jefe de las Fuerzas Armadas de Mali. El primer ministro, designado por el presidente, ejerce el papel de jefe de Gobierno y nombra a su vez a los integrantes del Consejo de Ministros. La Asamblea Nacional unicameral es el único cuerpo legislativo de Malí y está integrado por 160 diputados elegidos para un mandato de 5 años. Luego de las elecciones de 2007, la Alianza por la Democracia y Progreso consiguió 113 de los 160 escaños de la asamblea. La asamblea celebra dos sesiones regulares cada año, durante las cuales se debaten y votan las legislaciones presentadas por un miembro o por el gobierno.
La constitución de Mali establece la independencia judicial, pero el poder ejecutivo ejerce influencia sobre el poder judicial en virtud de su facultad de designar jueces y supervisar tanto las funciones judiciales como la aplicación de ley. Los tribunales malienses de mayor jerarquía son la Corte Suprema, que tiene competencias judiciales y administrativas, y un Tribunal Constitucional independiente que proporciona control jurisdiccional de los actos legislativos y sirve como árbitro electoral. Existen varios tribunales menores, aunque los jefes de las aldeas y los ancianos se encargan de resolver los conflictos locales en las aldeas.

### Relaciones exteriores y fuerzas armadas

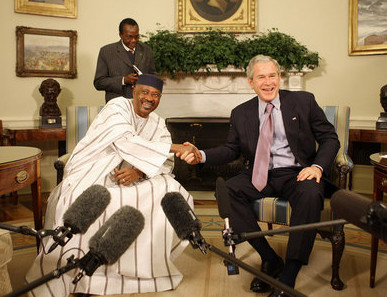
El expresidente maliense Amadou Toumani Touré con el expresidente estadounidense George W. Bush.

Tras la independencia lograda en 1960, Mali siguió el camino del socialismo y estuvo alineada ideológicamente con el bloque comunista, pero con el paso del tiempo, su política de relaciones exteriores ha pasado a ser cada vez más prooccidental. Desde el establecimiento de una forma democrática de gobierno en el año 2002, las relaciones con Occidente en general y con Estados Unidos en particular, han mejorado significativamente. El país tiene una relación de largo tiempo pero a su vez ambivalente con Francia, ex potencia colonial.
Participa activamente en organizaciones regionales como la Unión Africana. Una de las principales metas de la política de relaciones exterior maliense es trabajar para controlar y resolver conflictos regionales en países como Costa de Marfil, Liberia y Sierra Leona. La población se siente amenazada por el potencial de propagación de conflictos en los Estados limítrofes, y sus relaciones con estos son a menudo reticentes. La inseguridad general respecto a las fronteras del norte, incluyendo el bandolerismo y terrorismo transfronterizo, es un tema preocupante en las relaciones regionales.
Las Fuerzas Armadas de Mali están constituidas por las fuerzas terrestres y la fuerza aérea, así como la Gendarmería paramilitar y la Guardia republicana, todos estos bajo el control del Ministerio de Defensa y Veteranos, comandado por un civil. Los militares están mal pagados, pobremente equipados y sometidos a un régimen de racionamiento.
La organización del ejército fue modificada con la incorporación de fuerzas irregulares tuareg en el ejército siguiendo un acuerdo firmado en 1992 entre el gobierno y las fuerzas rebeldes tuareg. Los militares no influyeron en la política nacional desde la transición democrática de 1992. Pero hay que tener en cuenta que, el expresidente, Amadou Toumani Touré, era un ex general del ejército y, según parece, gozaba de apoyo militar generalizado. Durante el informe anual de derechos humanos realizado en 2003, el Departamento de Estado de Estados Unidos calificó el control civil de las fuerzas de seguridad como eficaz, pero tomó nota de algunos "casos en los que los elementos de seguridad actuaron sin permiso de la autoridad gubernamental".
Sin embargo, el 22 de marzo de 2012 las fuerzas militares de Mali dieron un golpe de Estado, disolvieron las instituciones y asumieron el control del país alegando una falta de firmeza del gobierno para combatir la insurrección tuareg en el país desde enero de 2012. Cheick Modibo Diarra, primer ministro transitorio de Mali, fue arrestado por los soldados que participaron en el golpe de Estado del pasado mes de marzo, liderado por el militar Amadou Haya Sanogo. Tras su detención, Modibo Diarra presentó su dimisión y la de todo su equipo de gobierno.
El 18 de agosto de 2020, la fuerzas militares dan un nuevo golpe de Estado. Ante esta situación, el presidente Ibrahim Boubacar Keïta que ocupa el cargo desde el año 2013, dimite y disuelve el parlamento. La detención del presidente y su primer ministro Boubou Cisse por parte de las fuerzas militares fue criticada por la Organización de las Naciones Unidas, Unión Africana, Unión Europea, Francia y Estados Unidos, sin embargo, el golpe tuvo apoyo popular en las calles. Las fuerzas militares establecieron el Comité Nacional para la Salvación del Pueblo y anunciaron la celebración de nuevas elecciones.

### Derechos humanos
En materia de derechos humanos, respecto a la pertenencia a los siete organismos de la Carta Internacional de Derechos Humanos, que incluyen al Comité de Derechos Humanos (HRC), Mali ha firmado o ratificado:
| Mali | Tratados internacionales                                                                                                  | Tratados internacionales | Tratados internacionales                                                                                                  | Tratados internacionales                                                                                                  | Tratados internacionales  | Tratados internacionales                                                                                                  | Tratados internacionales | Tratados internacionales | Tratados internacionales                                                                                                  | Tratados internacionales                                                                                                  | Tratados internacionales | Tratados internacionales | Tratados internacionales | Tratados internacionales                                                                                                  | Tratados internacionales | Tratados internacionales  | Tratados internacionales  | Tratados internacionales  |
| --- | --- | ------------------------ | --- | --- | ------------------------- | --- | ------------------------ | ------------------------ | --- | --- | ------------------------ | ------------------------ | ------------------------ | --- | ------------------------ | ------------------------- | ------------------------- | ------------------------- |
| Mali | CESCR | CESCR                    | CCPR | CCPR | CCPR                      | CERD | CED                      | CEDAW                    | CEDAW | CAT | CAT                      | CRC                      | CRC                      | CRC | CRC                      | MWC                       | CRPD                      | CRPD                      |
| Mali | CESCR | CESCR-OP                 | CCPR | CCPR-OP1 | CCPR-OP2-DP               | CERD | CED                      | CEDAW                    | CEDAW-OP | CAT | CAT-OP                   | CRC                      | CRC-OP-AC                | CRC-OP-SC | CRC-OP-CP                | MWC                       | CRPD                      | CRPD-OP                   |
| Pertenencia | Mali ha reconocido la competencia de recibir y procesar comunicaciones individuales por parte de los órganos competentes. | Sin información.         | Mali ha reconocido la competencia de recibir y procesar comunicaciones individuales por parte de los órganos competentes. | Mali ha reconocido la competencia de recibir y procesar comunicaciones individuales por parte de los órganos competentes. | Ni firmado ni ratificado. | Mali ha reconocido la competencia de recibir y procesar comunicaciones individuales por parte de los órganos competentes. | Sin información.         | Firmado y ratificado.    | Mali ha reconocido la competencia de recibir y procesar comunicaciones individuales por parte de los órganos competentes. | Mali ha reconocido la competencia de recibir y procesar comunicaciones individuales por parte de los órganos competentes. | Sin información.         | Firmado y ratificado.    | Firmado y ratificado.    | Mali ha reconocido la competencia de recibir y procesar comunicaciones individuales por parte de los órganos competentes. | Sin información.         | Ni firmado ni ratificado. | Ni firmado ni ratificado. | Ni firmado ni ratificado. |
| Firmado y ratificado, firmado, pero no ratificado, ni firmado ni ratificado, sin información, ha accedido a firmar y ratificar el órgano en cuestión, pero también reconoce la competencia de recibir y procesar comunicaciones individuales por parte de los órganos competentes. | |                          | | |                           | |                          |                          | | |                          |                          |                          | |                          |                           |                           |                           |

## Organización territorial

Regiones y distritos de Mali.

Mali está dividido en diez regiones administrativas y un distrito. Estas divisiones llevan el nombre de la ciudad principal de cada zona. Las cinco regiones del norte, Gao, Kidal, Tombuctú, Taoudeni y Ménaka representan dos tercios de la superficie del país, con solamente el 10 % de su población. El sur del país está dividido en las regiones de Kayes, Kulikoró, Mopti, Segú, Sikasso y el distrito de Bamako.
Actualmente está en curso una reforma de descentralización, que tiene por objetivo la transferencia de las competencias a las colectividades administrativas con el fin de que los intereses locales sean gestionados lo más cerca posible de la población. Esta reforma quiere acabar con la división territorial heredada de la colonización. Consta de un proceso de consulta popular que ha permitido la creación de comunas, las cuales reúnen varios pueblos y fracciones de territorio siguiendo criterios bien definidos.
Existen 703 comunas en Mali, de las cuales 684 fueron creadas en 1996. Una ley de 1999 confirma esta reorganización administrativa y territorial, con la creación de los círculos (reagrupamiento de varias comunas) y las regiones (reagrupamiento de círculos).

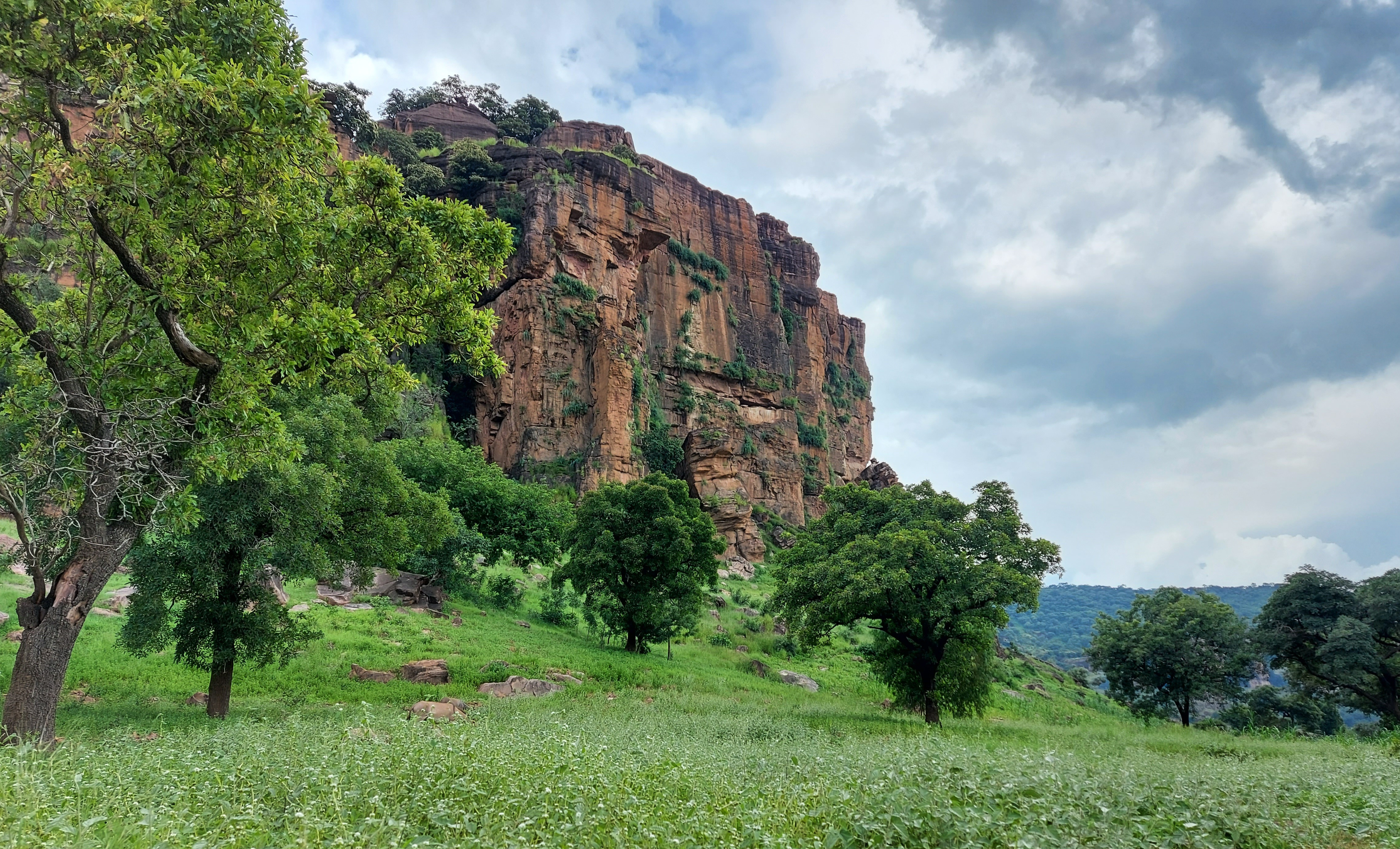
Paisaje en Parsa en la Región de Koulikoro

El gobierno maliense creó una dirección nacional de las colectividades territoriales en el seno del Ministerio de la Administración Territorial y de la Colectividades Locales (MATCL). Esta institución está encargada del seguimiento y puesta en marcha de la descentralización y el refuerzo de las capacidades colectivas territoriales, así como de los dispositivos de apoyo técnico y de apoyo financiero.
En 2005, en el cuadro de la política nacional, fue adoptado un documento de descentralización previsto para los años 2005-2014. Consta de cuatro ejes principales: el desarrollo de las capacidades colectivas humanas, de la desconcentración de los servicios del Estado, de la ciudadanía y de las prestaciones privadas de servicios en el ámbito local. Ese mismo año fue creada la octava institución de la República de Mali, el Alto Consejo de las Colectividades Territoriales, que asegura la representación nacional de las colectividades territoriales. Su finalidad es responder a las cuestiones que conciernen al desarrollo local y regional, a la protección del medio ambiente y a la mejora de la calidad de vida de los ciudadanos en el seno de las colectividades territoriales.

## Geografía

Mapa de Mali.

Mali es un estado sin litoral situado en África Occidental, al suroeste de Argelia. Con una superficie de 1 240 192 km², se encuentra en el puesto número 24 de la lista de países por superficie, y su tamaño es similar al de Sudáfrica y Angola. La mayor parte del país forma parte del sur del Sahara, por lo que es caluroso y, comúnmente, se forman tormentas de arena durante las estaciones secas. El país se extiende al suroeste a través del Sahel hasta la sabana sudanesa. El territorio maliense es en su mayoría plano, aunque en ocasiones esta llanura es interrumpida por colinas rocosas. El Adrar de los Iforas se encuentra en el noreste, y los relieves más importantes son los Montes de Hombori —que sobrepasan los mil metros de altitud— al sureste y los Montes Bambouk y Manding, al suroeste.
Los recursos naturales de este país son considerables, y el oro, el uranio, los fosfatos, el caolín, la sal y la piedra caliza son los más explotados. Malí debe hacer frente a problemas medioambientales como la desertificación, la deforestación, la erosión del suelo, y el agua contaminada.

### Clima

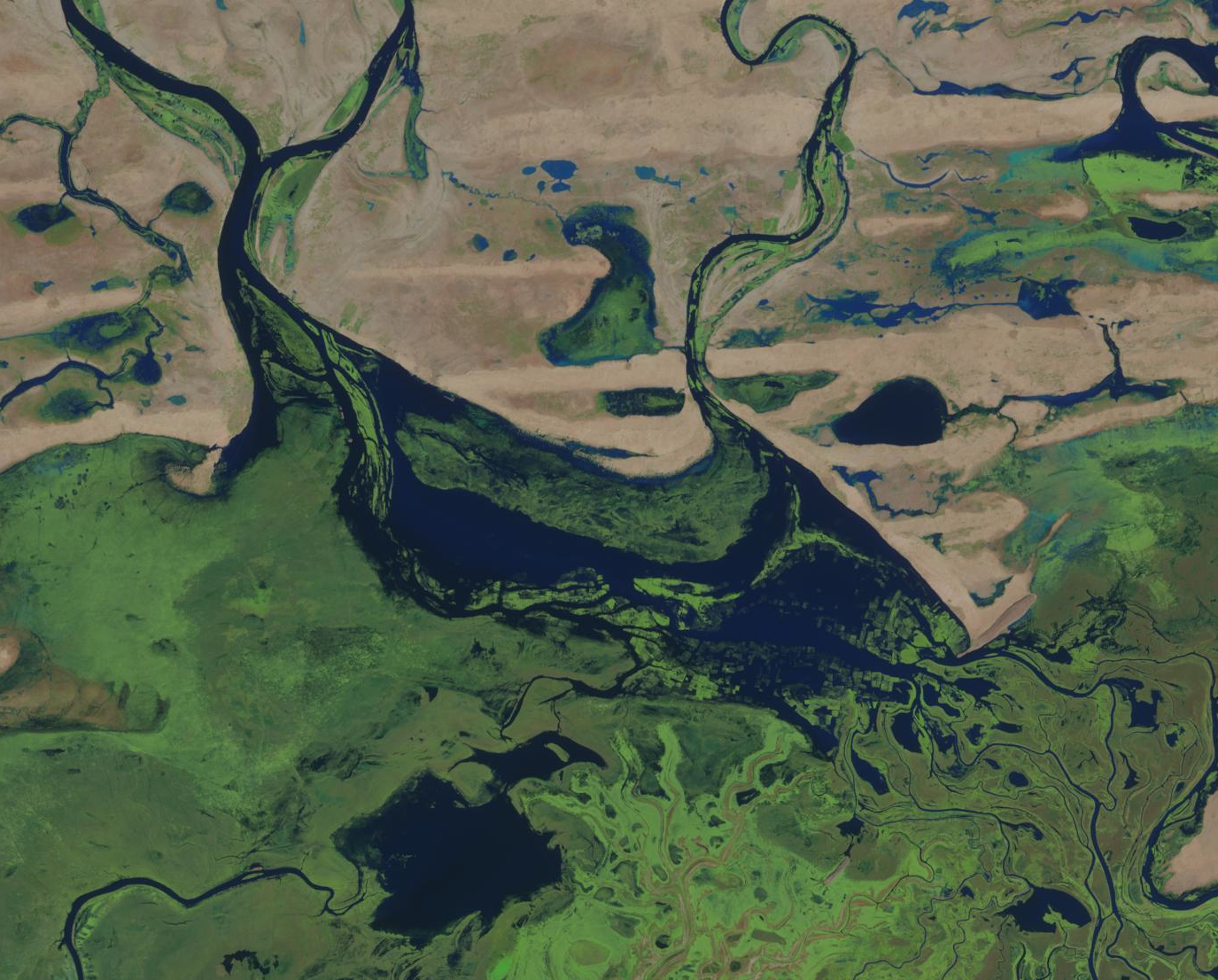
Imagen de Satélite del Lago Debo

El clima del país varía de subtropical en el sur a árido en el norte. La mayor parte del país sufre de insignificantes precipitaciones, por lo que las sequías son frecuentes. La temporada lluviosa abarca de finales de junio a principios de diciembre; en ella son comunes las inundaciones del río Níger.
El clima de Malí está influido principalmente por su ubicación en la zona de transición entre la sabana húmeda del sur y el Sáhara árido del norte. La interacción entre la zona de convergencia intratropical que se desplaza hacia el norte en verano y los vientos alisios secos del noreste (Harmattan) en invierno confiere a todas las regiones del país una estación seca y otra lluviosa bien diferenciadas. La estación seca cae en invierno y la lluviosa en verano. La precipitación media anual disminuye de más de 1.200 milímetros en el sur a menos de 25 milímetros en el norte. La agricultura a gran escala se practica casi exclusivamente en el sur debido a las condiciones climáticas más favorables. En el norte, sólo hay pequeñas zonas agrícolas en los oasis.
No sólo la precipitación media anual, sino también el número de días de lluvia al año, la duración de la estación lluviosa y la regularidad de las precipitaciones son mucho más favorables en el sur que en el norte. En Sikasso llueve una media de 97 días al año, en Bamako 76 días, en Tombuctú 29 días y en Kidal 18 días al año. Mientras que en Kidal más de la mitad de las precipitaciones anuales caen en julio y agosto, el sur disfruta de una estación lluviosa que comienza en mayo, alcanza su punto álgido en agosto y amaina en octubre. Cuanto más al norte, más llueve en forma de tormentas cortas, fuertes y localizadas. Esto dificulta aún más la agricultura, ya que los cultivos a menudo se marchitan entre dos aguaceros, obligando a los agricultores a realizar varios intentos de siembra.

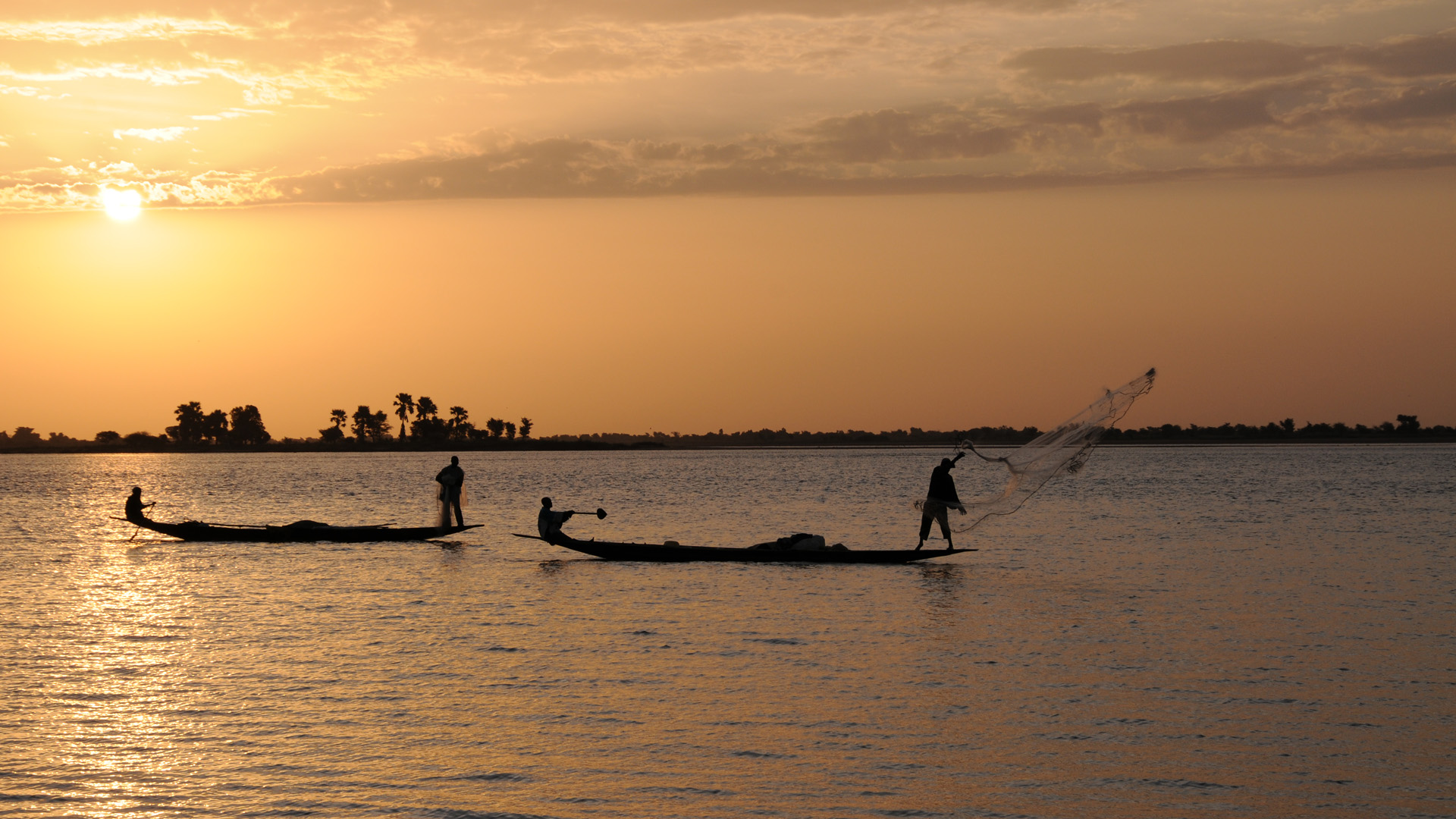
Vista de Diafarabé

Las temperaturas medias anuales en Malí oscilan entre 27 °C y 30 °C. Son muy independientes de la latitud geográfica. Sin embargo, las amplitudes anuales son significativamente mayores en el norte que en el sur: en Gao o Tombuctú, los veranos son más calurosos, con temperaturas medias de hasta 35 °C, y los inviernos son más fríos, con temperaturas en enero en torno a los 20 °C. En Bamako, en cambio, la temperatura media anual oscila entre 27 °C y 30 °C. En Bamako, en cambio, las temperaturas medias oscilan entre los 25 °C en invierno y los 32 °C en abril. Las temperaturas extremas se registran en los lugares situados al borde del Sáhara: rozan el punto de congelación en las frías noches de invierno y se acercan a los 50 °C a la sombra en los días de verano. Allí son normales amplitudes térmicas de 30 °C en un día.
La cantidad de precipitaciones en un año depende en gran medida de lo al norte que se desplace la zona de convergencia intertropical y de lo uniforme que sea. Si no es constante, sino ondulada o interrumpida, llueve menos o la temporada de lluvias empieza más tarde. Si hay varios años consecutivos con características desfavorables de la zona de convergencia intertropical, se producen sequías. Este fenómeno se produce a intervalos irregulares en el Sahel. Sin embargo, desde la década de 1960, las sequías son cada vez más frecuentes. También hay indicios de una disminución a largo plazo de las precipitaciones durante este periodo. Esto se explica por la reducción de la evaporación en los trópicos interiores debido a la degradación del medio ambiente. De cara al futuro, algunos científicos prevén que las precipitaciones en Malí sigan disminuyendo y que las zonas de vegetación se desplacen hacia el sur. En este caso, el impacto sobre la agricultura y la seguridad alimentaria sería grave.

### Medio Ambiente

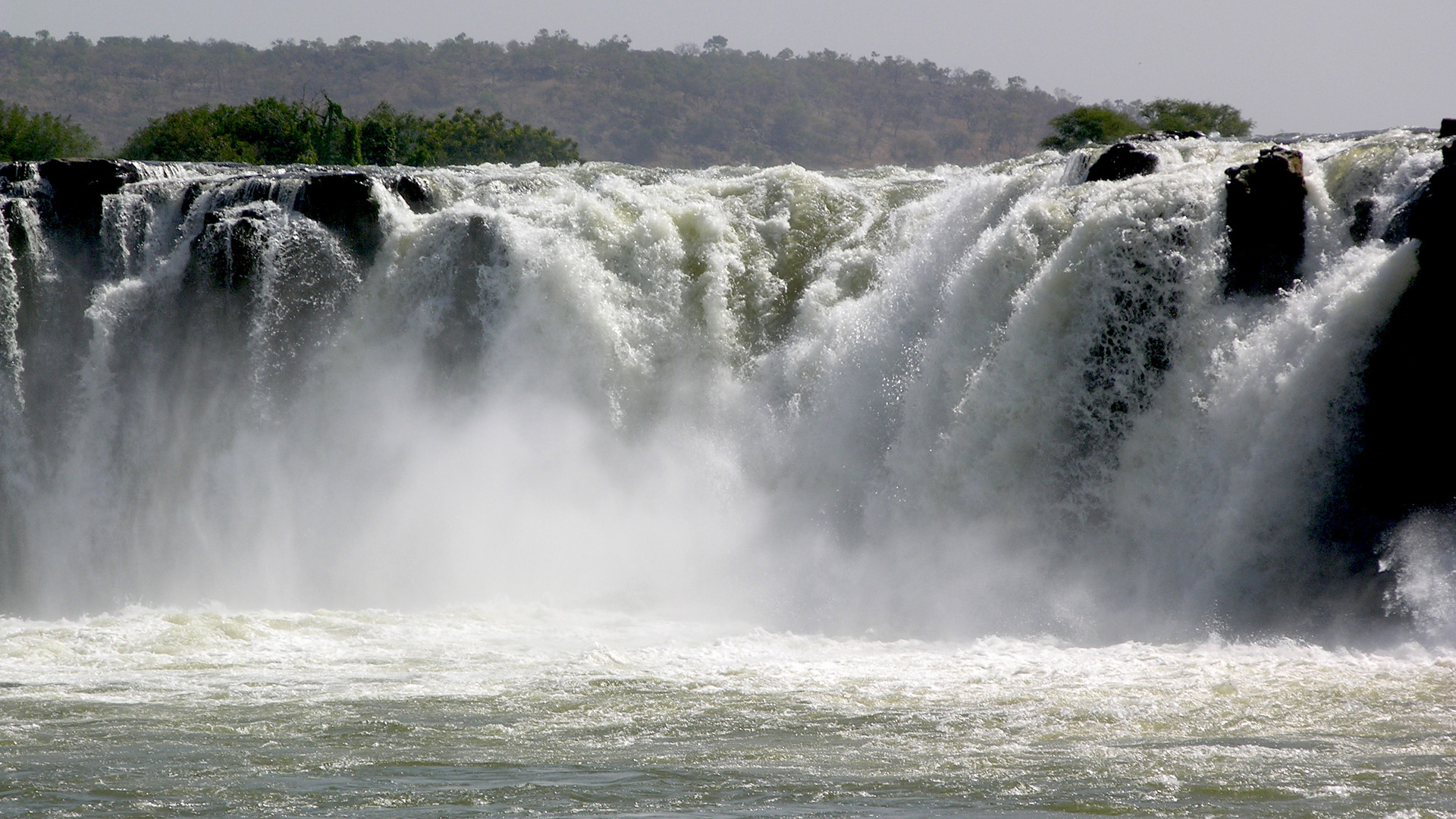
Cascadas de Gouina

Los principales biomas presentes en Mali son el desierto, al norte, y la sabana, al sur. Según WWF, las principales ecorregiones de Mali son, de norte a sur:
- Desierto del Sahara
- Estepa y sabana arbolada del Sahara meridional
- Sabana de acacias del Sahel
- Sabana sudanesa occidental

Además, están presentes el monte xerófilo del Sahara occidental en las montañas del norte (Adrar de los Iforas), y la sabana inundada del delta interior del Níger-Bani en la confluencia de esos dos ríos, en el centro del país. En el norte, la flora y fauna de Mali, es distintiva del clima desértico: plantas xerófilas, pequeños arbustos, reptiles y algunos insectos. Más al sur, gracias a la influencia del río Níger, la flora y fauna típica de las sabanas predomina con plantas como las acacias y la sericuras. Además, en esta zona se encuentra una mayor diversidad de animales, desde aves y pequeños mamíferos, hasta animales como los elefantes.

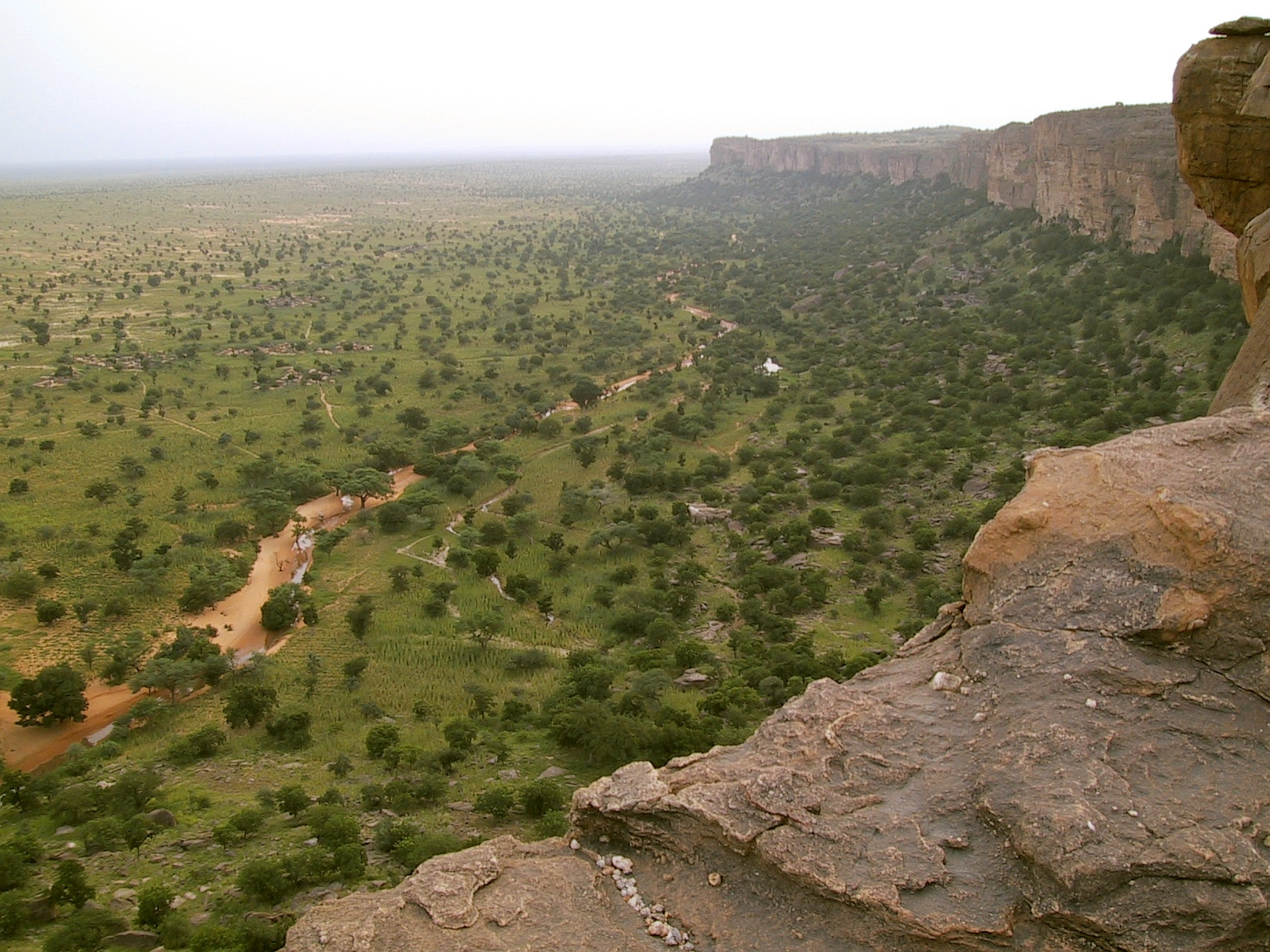
Paisaje en Bandiagara

### Geología
Malí está situado en su totalidad en la parte inferior africana del Urcraton de Gondwana. Malí se encuentra en gran parte en la cuenca de Taoudenni, que se extiende desde el delta interior del Níger hasta el Sáhara central. Las dolinas que rodean la cuenca son elevaciones del Urkraton cristalino. A menudo está recubierto por arenisca, que se formó entre el Paleozoico y el Cenozoico a través de varias fases de inundación con agua de mar. Los yacimientos del Terciario son menos frecuentes. Como Malí, al igual que toda la región del Sahel, pertenece a la zona tropical marginal de formación superficial excesiva, son típicas las extensas zonas de carena interrumpidas por inselbergs. En la superficie de los sedimentos se han formado costras de laterita, que pueden alcanzar varios metros de espesor. Las formaciones geológicas más jóvenes corren paralelas en dirección noreste-suroeste. Son dunas antiguas que se formaron a finales del Pleistoceno, tienen hasta 30 m de altura y están estabilizadas por vegetación de sabana.

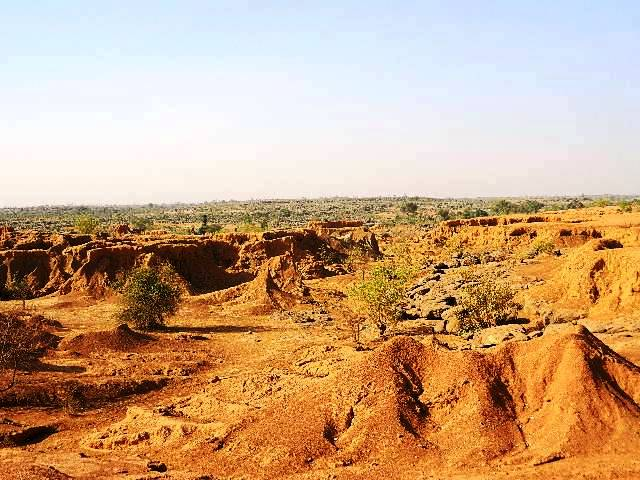
Formaciones en el medio del desierto en Malí

En cuanto a los suelos, las tierras rojas tropicales son las más extendidas. Se extienden sobre un lecho rocoso cristalino o sobre antiguas capas sedimentarias y son relativamente estériles. Donde estos suelos han formado costras lateríticas, prospera una vegetación escasa compuesta por Combretaceae. El material meteorizado puede acumularse en zonas de pedimentos y formar suelos adecuados para la agricultura. Las fersiallitas, suelos lessivados de color marrón rojizo sobre arenas eólicas, también están muy extendidas y forman capas de 2 a 3 metros. Contienen poco humus y son susceptibles de degradación por el hombre. 
Con un uso adecuado de fertilizantes, son aptos para el cultivo de mijo o algodón. En la zona norte del Sahel predominan los suelos pardos subáridos, que por un lado absorben bien las escasas precipitaciones, pero por otro son propensos a la erosión. Estos suelos, a menudo cubiertos de hierba, son muy importantes para la ganadería nómada. Las regiones desérticas se caracterizan por suelos brutos que se han formado por meteorización física y apenas tienen contenido orgánico. A lo largo de los ríos, sobre todo en las llanuras aluviales y en el delta interior del Níger, se encuentran suelos gley y vertisoles. Son muy fértiles, pero presentan riesgo de salinización y agrietamiento en caso de sequía. Son aptos para el cultivo de sorgo, arroz, hortalizas y otros cultivos.

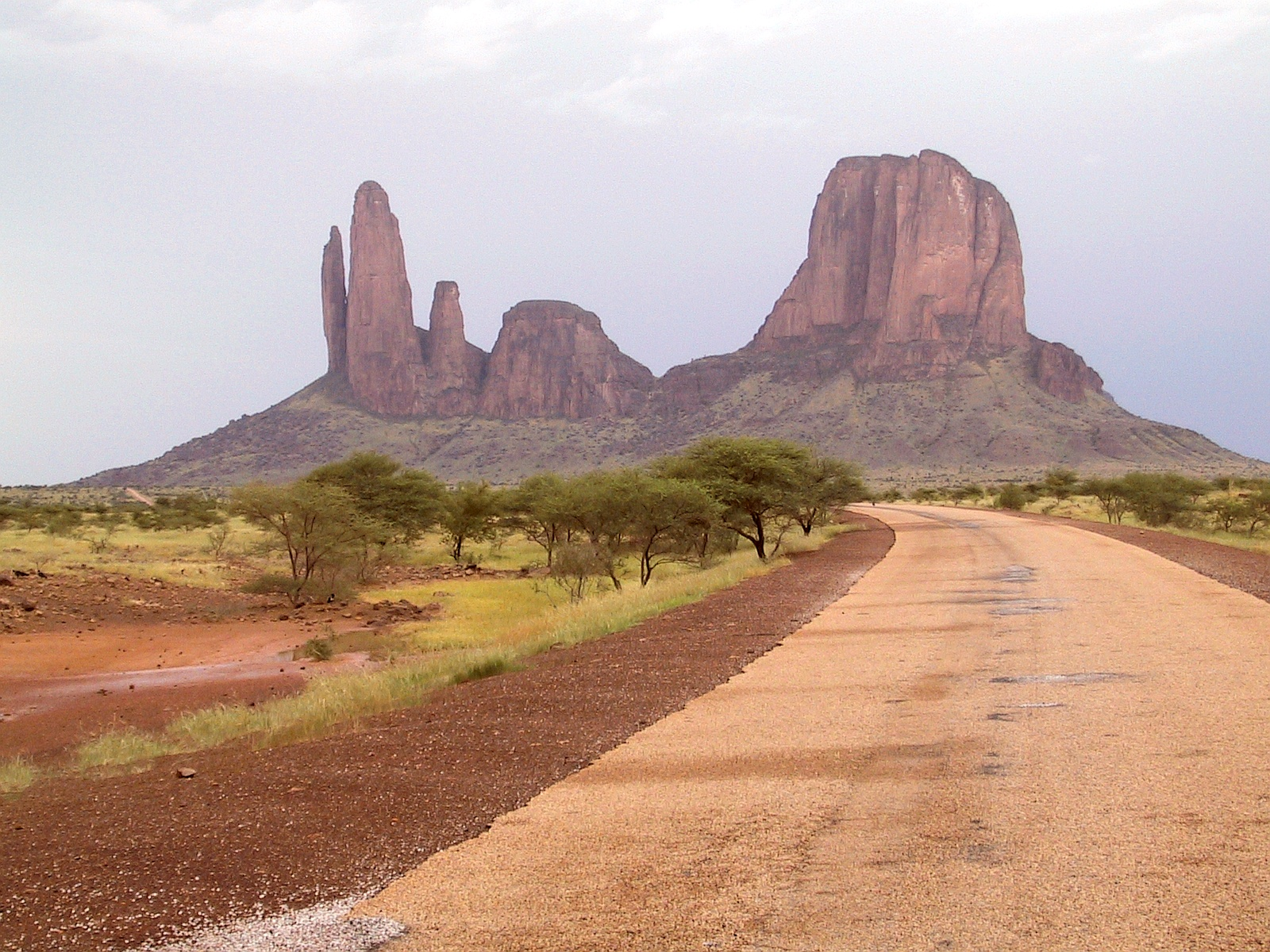
Mano de Fátima, formación rocosa cerca de Hombori, Malí

### Relieve
El tipo de paisaje más común en Malí es la llanura. Las llanuras monótonas y extensas, como la Kaarta, la Gourma o la llanura del Gondo, sólo se ven interrumpidas localmente por mesetas planas o formaciones dunares. El sur del Affolé, la meseta de Mandingo, la meseta de Bandiagara o la meseta de Mahardates tienen sustratos de arenisca. 
Están diversamente estructurados por la erosión y alcanzan alturas de entre 300 y 700 metros sobre el nivel del mar. En algunas regiones, el subsuelo está formado por las antiguas rocas del escudo africano, que tiende a ser inexpresivo y presenta amplios valles: En el oeste y el este del país, en el suroeste del Affolé, en el Bambouk, en el Adrar de los Ifoghas y en el antepaís de la etapa de Tamboura.
Los paisajes dunares, ya sean dunas de origen fósil o reciente, cubren amplias zonas del norte y se extienden hasta la Kaarta en el sur. Se pueden encontrar paisajes dunares notables en el Hodh, en el Erg de Niafunké, en el Gourma, en la llanura del Gondo, en los Ergs de Azaouad, de Erigat, de Mreyyé o en el Erg Chech. Mientras que las dunas fosilizadas discurren en su mayoría paralelas entre sí, en la Aklé Aouana son frecuentes los campos de dunas caóticos y muy móviles. Los estratos que forman laderas escarpadas que descienden cientos de metros son generalmente característicos de África Occidental, destacando en Malí los estratos de Bandiagara, Tamboura y Affolé. Las escasas zonas montañosas de Malí son formaciones de dolerita que se elevan por encima de las mesetas.  La montaña más alta de Malí es el Hombori Tondo, con 1153 metros.

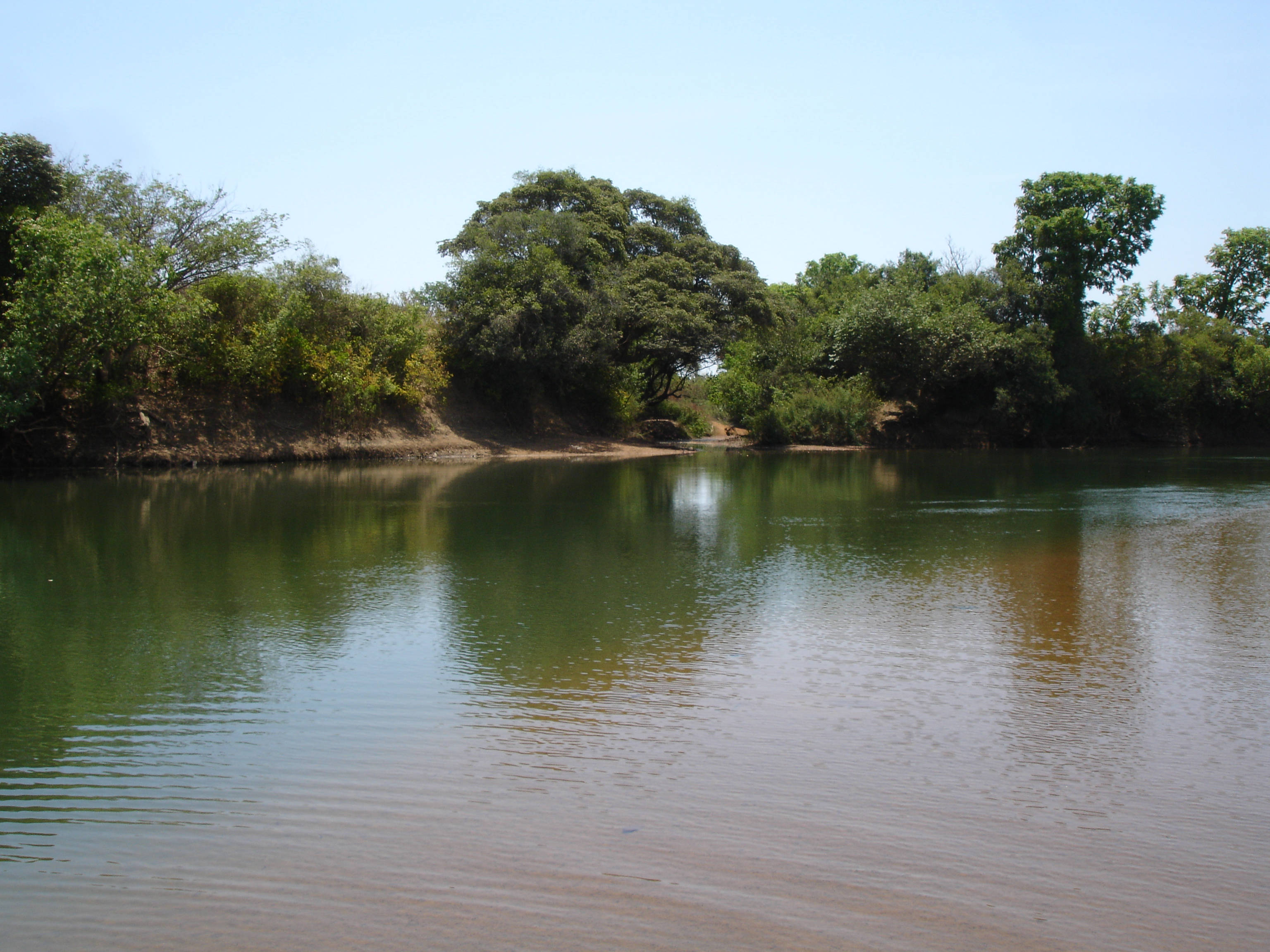
Río Sankarani

### Hidrografía
El Níger es el río más importante de África Occidental y atraviesa Malí a lo largo de unos 1.700 kilómetros. Procedente de Guinea, desemboca en el extremo suroccidental del país, en el territorio de Malí, y forma el gran delta interior de Massina después de Ségou. En Mopti, se une a su mayor afluente en Mali Bani y luego se divide en dos brazos, el Bara Issa y el Issa Ber. Aquí se extiende una llanura aluvial de unos 100.000 kilómetros cuadrados, cubierta por numerosos lagos estacionales poco profundos. Poco antes de Diré, los dos brazos se unen; en Tombuctú, el curso del río gira hacia el este y en Bourem, hacia el sureste. Cerca de la mitad de la superficie del país se encuentra en la cuenca del Níger.
El río Senegal es el segundo más importante de la región. Su cuenca cubre aproximadamente el 10% del país. Se forma en Bafoulabé por la confluencia de los ríos Bafing y Bakoye. A su paso por la parte occidental de Malí, el río Senegal también toma agua de Falémé, Kolimbiné y Karakoro.

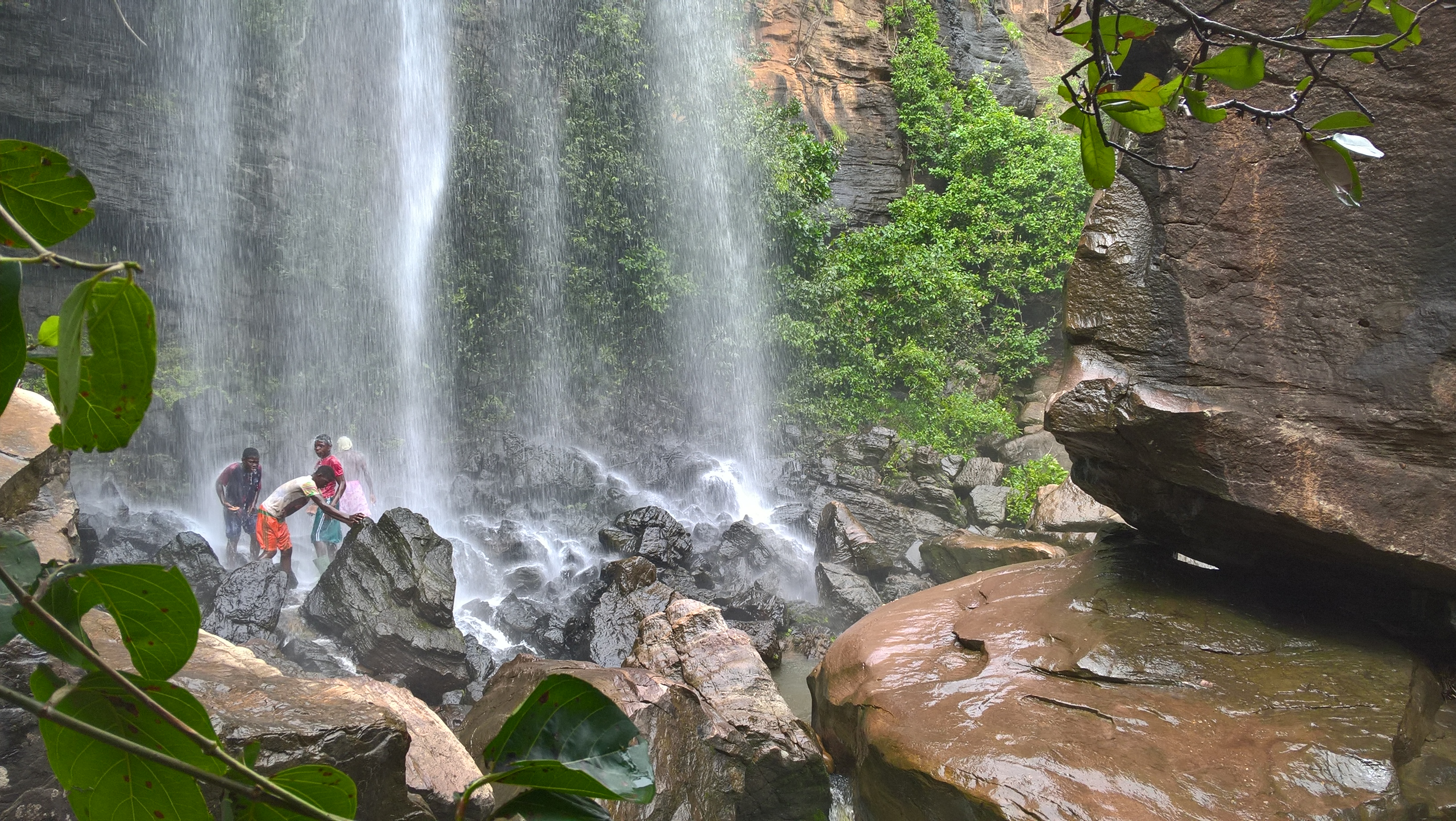
La Cascada de Siby

El 40% restante, aproximadamente, se encuentra en el Sáhara y forma parte de la cuenca del antiguo río Tamanrasset, que antaño fluía por el norte de África.
Los lagos que se extienden durante todo el año se encuentran a ambos lados del Níger y se llaman Niangay y Faguibine. Este último, con una superficie de 590 kilómetros cuadrados, es el lago más grande del país durante la estación lluviosa. Los numerosos lagos estacionales se llenan de agua durante la estación de lluvias, y los más importantes se llaman Débo, Fati, Teli, Korientze, Tanda, Do, Garou y Aougoundou. Debido a la disminución de las precipitaciones desde las graves sequías de principios de los años ochenta y, sobre todo, a la construcción de presas en el alto Níger, Niangay y Faguibine se secan con regularidad últimamente.
La pesca en los ríos y lagos es un sector económico importante. Los pantanos y humedales que se forman a lo largo del Níger durante la estación de lluvias sirven de hábitat a numerosas especies de aves.

### Flora y Fauna
La vegetación de Malí es el resultado de siglos de intervención humana. La vegetación natural sólo se encuentra en zonas muy limitadas. El paisaje cultivado creado por el pastoreo, la agricultura y la agricultura de roza y quema puede dividirse en cuatro zonas, según la cantidad de precipitaciones. Salvo algunas excepciones, las plantas de estas zonas tienen en común que brotan al principio de la estación de lluvias y se despojan de sus hojas o dejan morir la parte aérea en los meses secos.

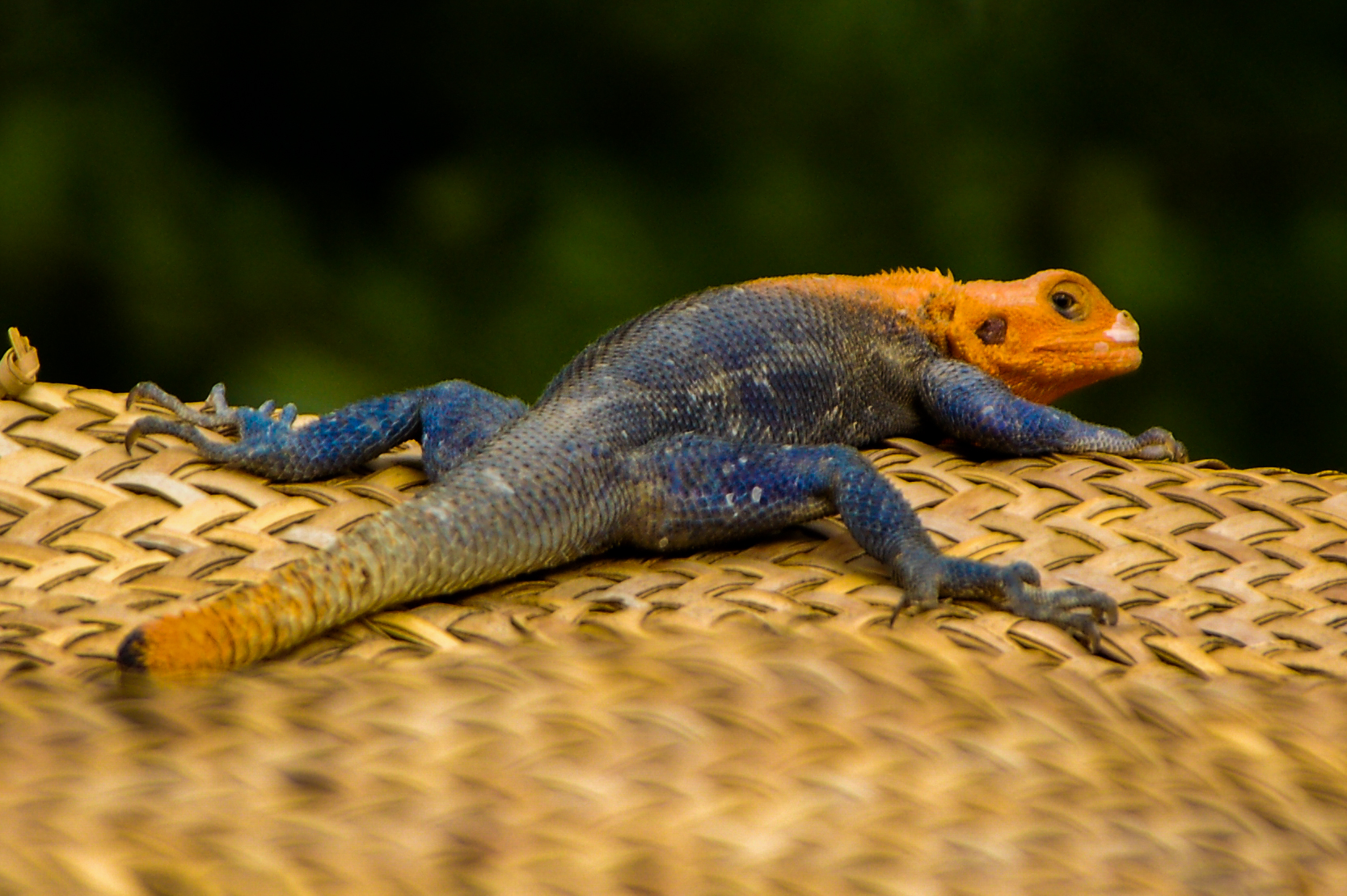
un Colorido lagarto en la región maliense de Mopti

La zona de bosques secos densos a abiertos del sur del país se caracteriza por especies arbóreas como la ceiba (Ceiba pentandra), el karité (Vitellaria paradoxa), el baobab africano (Adansonia digitata) o el árbol ana (Faidherbia albida). Todos estos árboles son utilizados intensivamente por el hombre. Los arbustos Combretum prosperan en suelos menos favorables. Las gramíneas como Hyparrhenia, Pennisetum, Loudetia y Andropogon forman la capa herbácea. Al norte de los bosques secos, donde las precipitaciones anuales son inferiores a 600 mm, se extiende la sabana saheliana de arbustos espinosos. Está dominada por diversas especies de acacias, dátiles del desierto (Balanites aegyptiaca) o Combretum glutinosum, así como por las gramíneas Cenchrus biflorus o Aristida mutabilis. Eragrostis tremula suele colonizar las zonas donde se ha cultivado mijo. Esta sabana es el matorral del tigre, donde las zonas con y sin vegetación se alternan en franjas.
El límite entre la sabana espinosa y la sabana norte se sitúa entre 250 y 100 mm de precipitaciones anuales. Las especies de Acacia, las especies arbustivas como la Leptadenia pyrotechnica o las importantes plantas forrajeras Maerua crassifolia o el árbol cepillo de dientes (Salvadora persica) aún prosperan en las tierras bajas húmedas del norte del Sahel. El Sáhara comienza donde la precipitación anual cae por debajo de los 100 mm. En estas zonas, las especies de Acacia sólo se dan en los wadis. En los hábitats favorables, prosperan las gramíneas nardos como Aristida pungens, Aristida longiflora o Panicum turgidum.
Las especies endémicas de Malí son Maerua dewaillyi de la familia de las alcaparras, Elatine fauquei de la familia de los tännel, Pteleopsis habeensis (familia de las semillas aladas), Hibiscus pseudohirtus (familia de las malvas), Acridocarpus monodii (familia de las malpighianas), Gilletiodendron glandulosum (familia de las leguminosas), Brachystelmam edusanthernum (género Brachystelma), Pandanus raynalii (familia de los árboles tornillo).

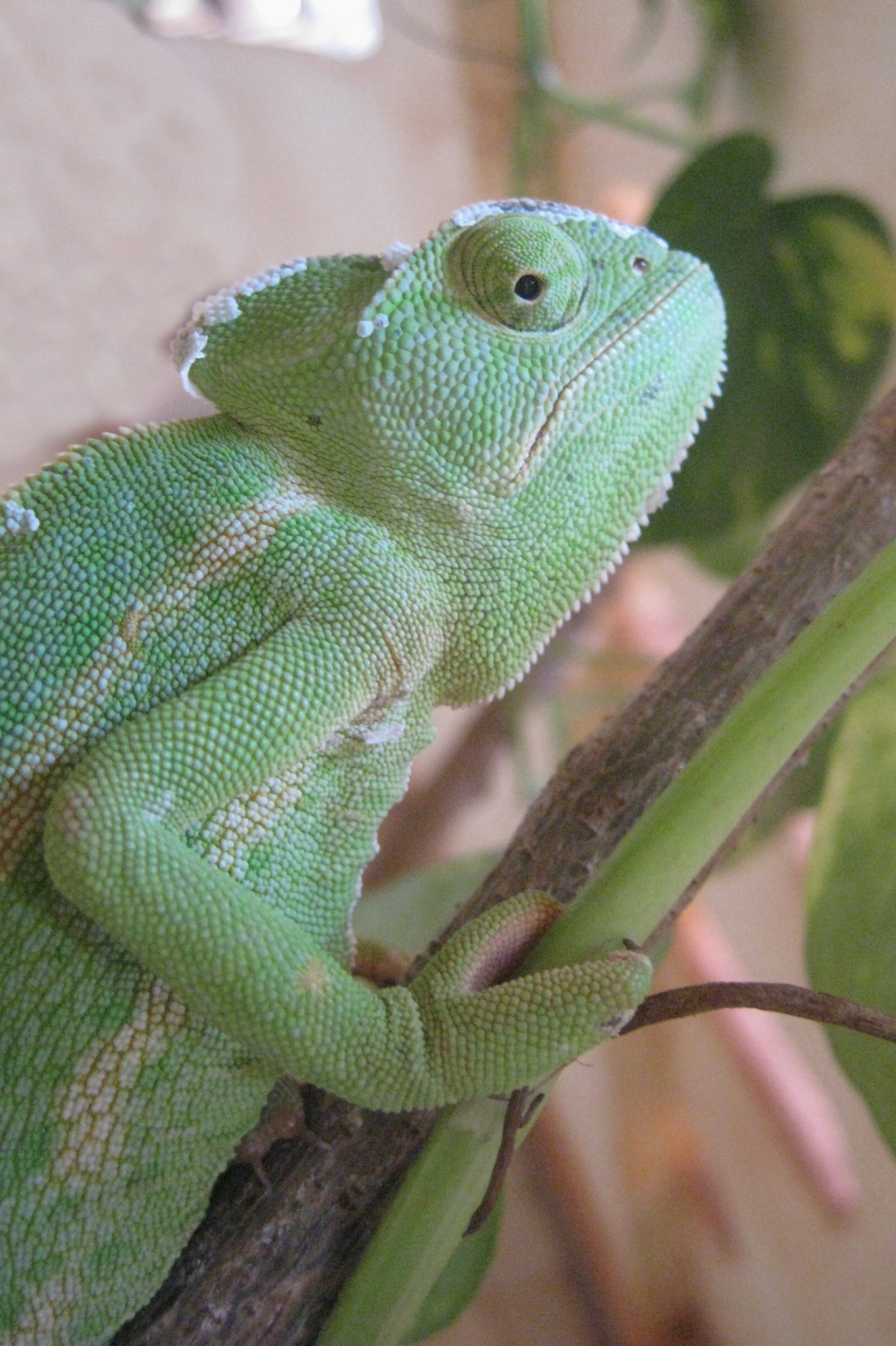
Un Camaleón Africano (Chamaeleo africanus)

Debido a la caza excesiva por parte de la población local y otros cazadores, a la desertificación de grandes zonas con graves sequías y a los cultivos en curso y la competencia con los animales de pastoreo, los animales salvajes de mayor tamaño en particular son mucho más raros en Malí que en muchos otros países africanos. Al igual que en Mauritania, las tasas de extinción de las poblaciones de mamíferos en Malí han sido muy altas en el pasado en comparación con otros países africanos, a pesar de la baja densidad de población.
En total, unas 140 especies de mamíferos son autóctonas de Mali, y muchas especies de grandes mamíferos se han extinguido, como el oryx de cuernos de cimitarra, antes común, y el antílope de Mendes (que aún puede encontrarse en la zona fronteriza con Mauritania), o se han reducido a pequeñas poblaciones remanentes. La jirafa de África Occidental vivía originalmente en grandes zonas del centro de Mali, pero se redujo a una población remanente en la zona fronteriza con Níger debido a la caza intensiva y ahora también se considera extinta. Alrededor de 350 elefantes viven en la región de Gourma, en la zona fronteriza con el norte de Burkina Faso. Esta última es la población más septentrional de elefantes africanos y muestran un comportamiento migratorio periódico en la zona fronteriza, siendo la zona de Mali la que constituye la mayor parte del área de distribución. El manatí africano, una especie de manatí, también se encuentra en Níger, en el delta interior del Níger, en el lago Débo y en Senegal. Esta especie, en peligro de extinción y protegida internacionalmente, se da con regularidad, pero sus poblaciones están disminuyendo debido a la caza y al deterioro de la calidad del agua, por lo que debería ser objeto de una protección especial en el futuro.
El chimpancé sólo se encuentra en el extremo suroeste del país, en la zona fronteriza con Guinea, donde se documentó su presencia por primera vez en 1977. Su número se estimaba entre 500 y 1000 individuos en 1984, pero en 1993 se estimaba entre 1800 y 3500.Los hábitats más importantes son los bosques intercalados de Gilletiodendron glandulosum, de la familia de las leguminosas, que ofrecen unas 60 especies de plantas comestibles para los chimpancés en el bosque de Gilletiodendron, donde los grupos son más numerosos que en las asociaciones que viven en la sabana. La zona protegida más importante es también la Réserve faunique du Bafing, creada en 1990. 
Otros primates presentes en Mali son el mono húsar, el mono verde occidental, el babuino anubis, el babuino de Guinea (sólo en el extremo occidental) y el galago de Senegal.  En el pasado, los leones y los guepardos se contaban entre los depredadores de Mali, pero sus poblaciones siguieron disminuyendo, por lo que hoy en día ya no están presentes en las zonas protegidas, al igual que el perro salvaje africano.
En Mali aún se encuentran depredadores más pequeños, como el zorro pálido, el gato de arena, el gato halcón, algunos gatos escurridizos y las martas. Otros mamíferos son varias especies de pequeños antílopes, la cabra de crin, el oso hormiguero y el hipopótamo, así como numerosos mamíferos pequeños.
Según BirdLife International, en Malí se han registrado 562 especies de aves, 117 de las cuales son acuáticas. 229 especies están clasificadas como aves migratorias. Numerosas especies de aves viven principalmente en el delta interior del Níger, donde pasan el invierno muchas aves migratorias procedentes de Europa. Destaca el amaranto maliense, que en ocasiones aparece en las guías de viaje como endémico de Malí, pero que también se da en los países vecinos. Entre las aves amenazadas de Malí se encuentran aves terrestres de gran tamaño como el avestruz africano, avutardas como la avutarda árabe y la nubia, así como pintadas.
Entre los reptiles de Malí, hay más de 170 especies de lagartos, entre ellos el lagarto monitor y el dragón de cola espinosa, y más de 150 especies de serpientes, entre ellas víboras como la víbora hocicuda, varias serpientes de cascabel de arena y la víbora cornuda del desierto, así como serpientes venenosas como varias cobras y la víbora boba, presente en el sur. La pitón de roca del norte también forma parte de la herpetofauna del país. Los cocodrilos, sobre todo el del Nilo, también viven en el Níger y otros ríos, como en la mayoría de los grandes ríos africanos. Además de estas especies, también se han registrado 15 especies de tortugas en Malí.

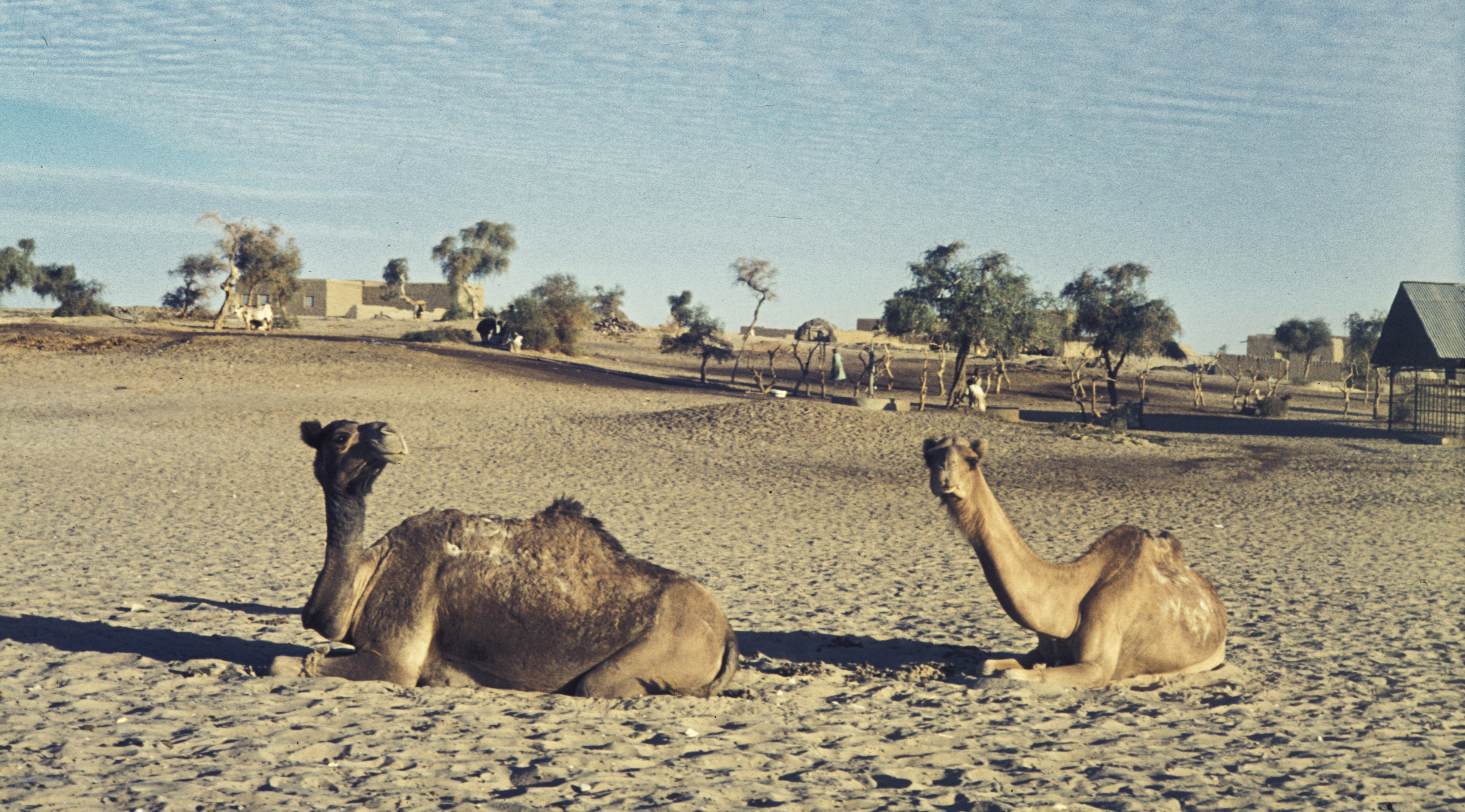
Un camello den Malí

Los ríos y lagos de Mali están habitados por más de 140 especies de peces, entre las que se encuentran 18 especies de bagres, 14 de tetras, 9 de cíclidos (como la tilapia del Nilo, el Sarotherodon galilaeus y el Coptodon zillii) y 4 de carpas. El pez más grande de Mali es la lengua ósea africana, que se alimenta de plancton.
Las termitas son importantes para los ecosistemas del Sahel, ya que aflojan el suelo y forman humus. Las madrigueras de la especie Cubitermes fungifaber son especialmente llamativas. Las especies de aves tejedoras son temidas plagas en los arrozales. La población está aún más preocupada por las langostas migratorias. La langosta del desierto, que tiene su lugar de cría en el Magreb, puede migrar en enormes enjambres a través del Sáhara hasta el Sahel en los años en que las lluvias son suficientes y destruir la vegetación natural, así como los cultivos.
El único parque nacional de Malí es el de Boucle-du-Baoulé, situado al oeste del país, a unos 200 kilómetros al norte de Bamako. Tiene una superficie de 5.430 km² (un tamaño similar al de Trinidad y Tobago) y protege hipopótamos, jirafas, antílopes acuáticos, antílopes ruanos, eland gigantes y aves lira, así como facóqueros y la flora correspondiente. Sin embargo, sus bosques están tan amenazados por la sobreexplotación agrícola y pastoral como los de la vecina Réserve de Fina, al sur.

## Economía

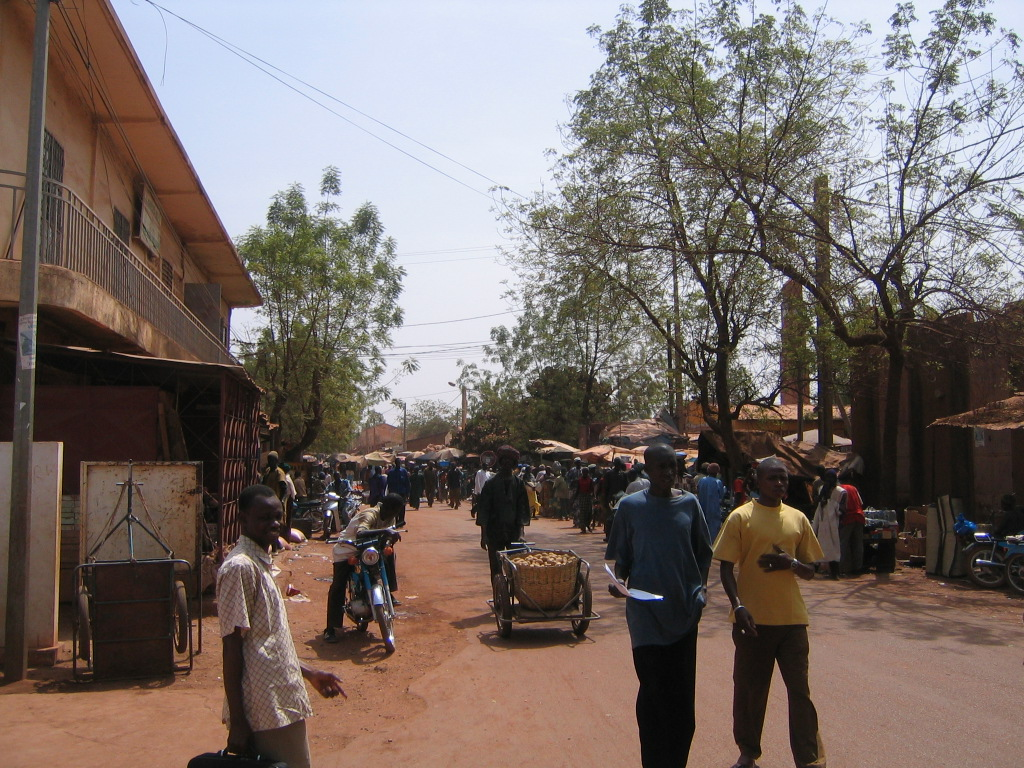
Mercado en Kati.

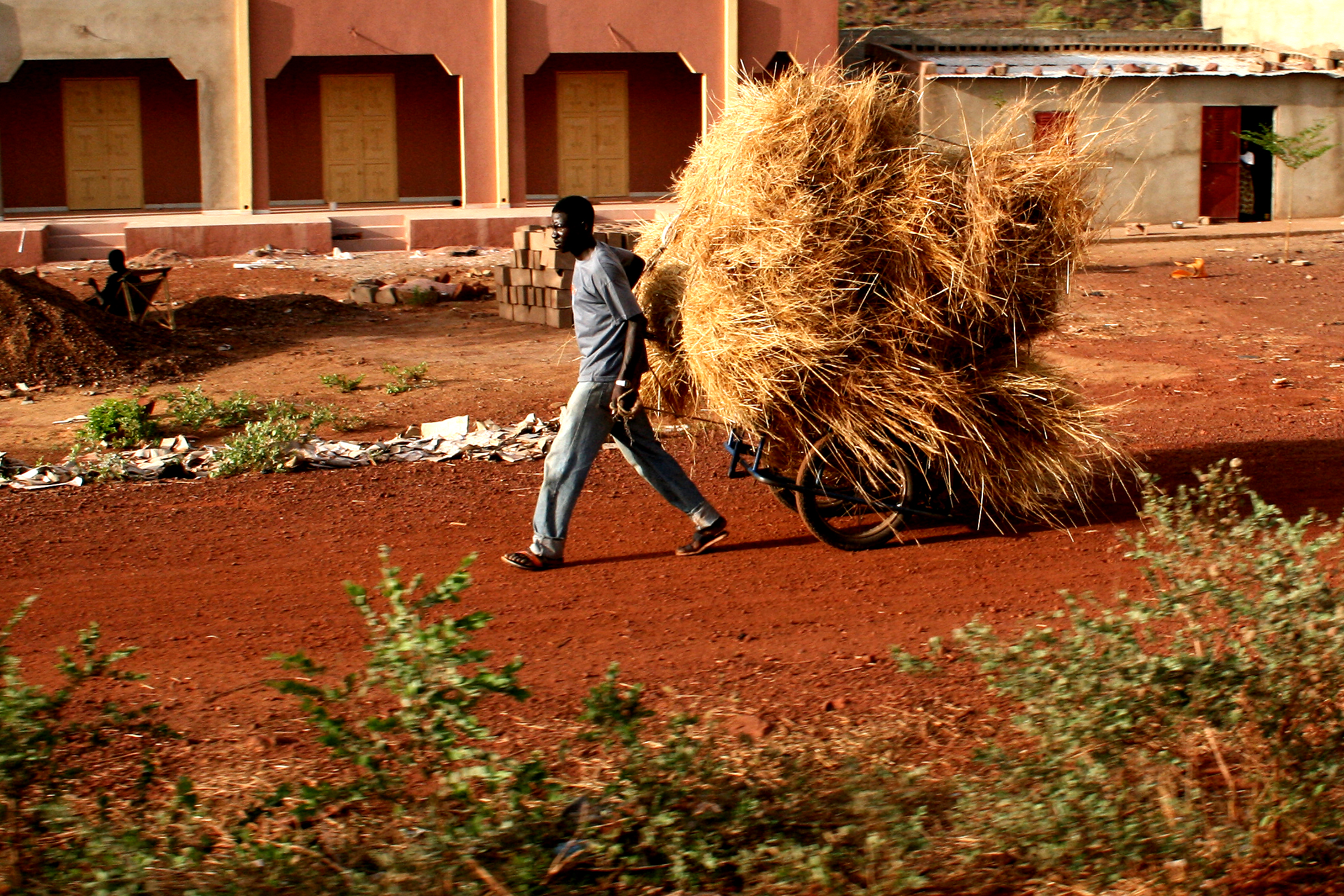
Portero acarreando heno.

Mali es uno de los países más pobres del mundo,  con una economía fundamentalmente agropecuaria e informal. En Mali entre 1992 y 1995, el gobierno implementó un programa de ajuste económico que resultó en el crecimiento de la economía y la reducción de balances negativos. El plan incrementó las condiciones económicas y sociales, y le permitió unirse a la Organización Mundial del Comercio el 31 de mayo de 1995. El producto interno bruto (PIB) se ha elevado desde entonces: para 2002 ascendía a 3 400 000 000 dólares, y en 2005 se incrementó a 5 800 000 000 dólares, dando como resultado una tasa de crecimiento anual del 17,6 %, aproximadamente.
La clave de la economía maliense es la agricultura. El algodón es la cosecha más exportada del país, y se exporta principalmente a Senegal y Costa de Marfil. Durante 2002, se produjeron 620 000 toneladas de algodón, pero los precios de este cultivo disminuyeron significativamente desde el 2003. Además de algodón, se produce arroz, mijo, maíz, verduras, tabaco y cosechas de árbol. El oro, el ganado y la agricultura suman el 80 % de las exportaciones. El 80 % de los trabajadores son empleados en la agricultura, mientras que el 15 % lo hacen en el sector de servicios. Sin embargo, las variaciones estacionales dejan sin empleo temporal a muchos de los trabajadores agropecuarios.
En 1991, con ayuda de la Asociación Internacional de Fomento, Mali relajó el cumplimiento de los códigos de explotación minera, lo que llevó a un interés renovado e inversión extranjera en la industria minera. El oro se extrae en la zona sur, la cual tiene la tercera tasa de producción de oro más grande de África (después de Sudáfrica y Ghana). La aparición del oro como el principal producto de exportación desde 1999 ayudó a mitigar el impacto negativo de la crisis del algodón y de Costa de Marfil. Otros recursos naturales son el caolín, la sal, el fosfato y la caliza.
La electricidad y el agua son mantenidos por Energie du Mali, o EDM, y los textiles son producidos por la Industry Textile du Mali, o ITEMA. Mali hace un uso eficiente de la hidroelectricidad, que provee más de la mitad de la energía eléctrica del país. En 2002, se generaron más de 700 kWh de energía hidroeléctrica.
El gobierno estimula en la inversión extranjera, en los campos de comercio y privatización. Mali comenzó su reforma económica firmando acuerdos en 1988 con el Banco Mundial y el Fondo Monetario Internacional. Entre 1988 y 1996, el gobierno maliense reformó gran parte de las empresas públicas. Desde el acuerdo, dieciséis empresas fueron privatizadas, doce parcialmente privatizadas y veinte liquidadas. En 2005, el gobierno maliense le otorgó una compañía de ferrocarriles a la firma estadounidense Savage Corporation. Es miembro de la Organización para la Armonización en África del Derecho Mercantil (OHADA).
Según el Índice mundial de innovación, a cargo de la Organización Mundial de la Propiedad Intelectual, en 2024, Mali se ubicó en lugar 131 en innovación entre 133 países del mundo;mientras que en 2023 ocupó el lugar 129 y el lugar 126 en 2022.

## Demografía

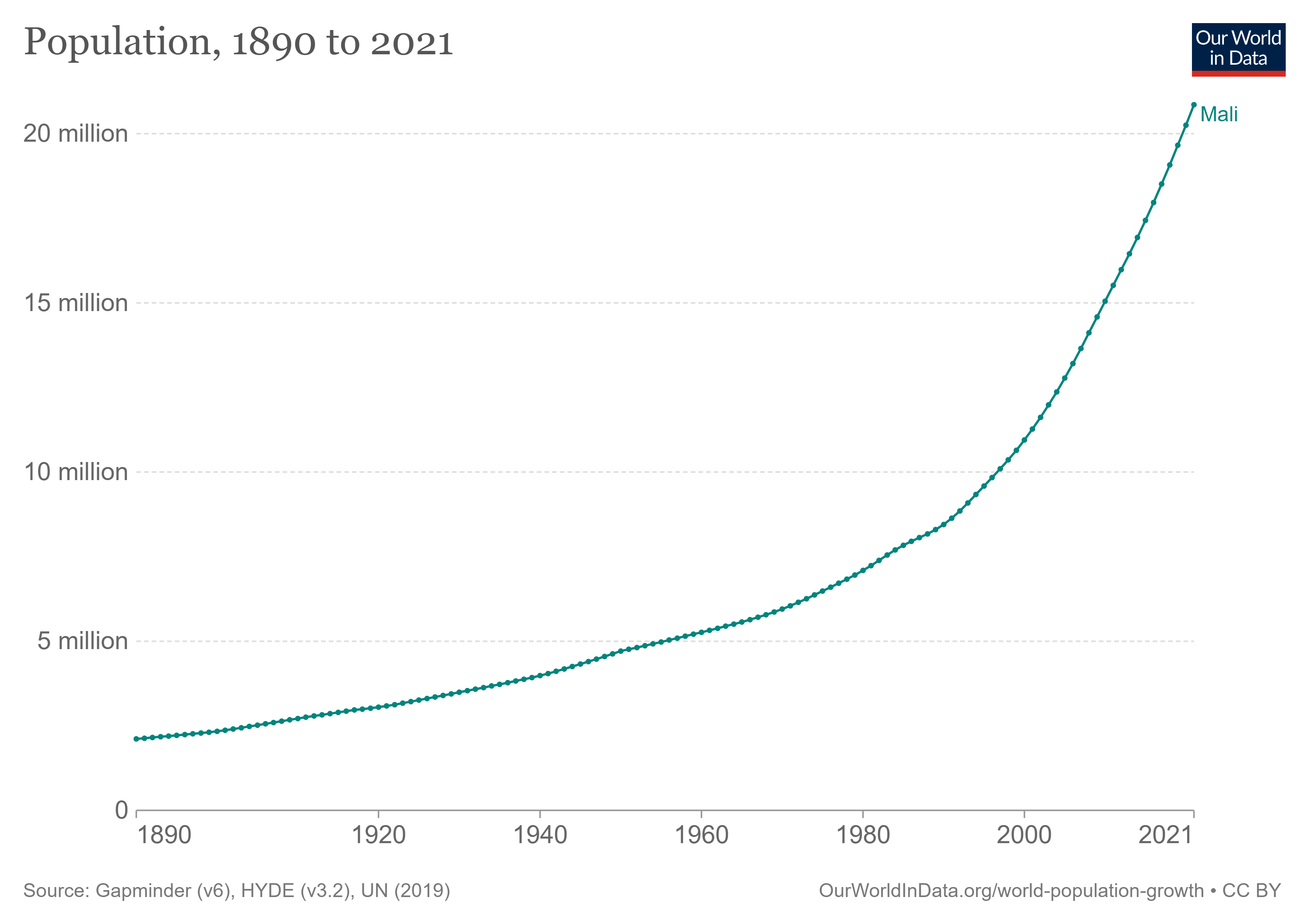
Evolución de la población entre 1890 y 2021.

En 2022 su población total estaba estimada en 22 621 000 de habitantes, con un crecimiento anual del 3.22 %. La población es predominantemente rural (68 % en 2002), y entre el 5 % y 10 % es nómada. Más del 90 % de la población vive en el sur del país, especialmente en Bamako, la capital y la ciudad más grande del país, con más de un millón de habitantes.
En 2007, alrededor del 48 % de los malienses tenía menos de 15 años, el 49 % entre 15 y 64 años, y el 3 % restante 65 o más. La edad promedio era de 15,9 años. La tasa de natalidad en 2007 fue de 49,6 nacimientos cada 1000 habitantes, y la tasa de fertilidad 7,4 nacimientos por mujer. La tasa bruta de mortalidad ese mismo año fue de 16,5 muertes cada 1000 habitantes. La esperanza de vida al nacer es de 49,5 años (47,6 para los hombres y 51,5 para las mujeres). El país cuenta con una de las tasas de mortalidad infantil más altas del mundo, con 106 muertes por cada 1000 nacimientos.

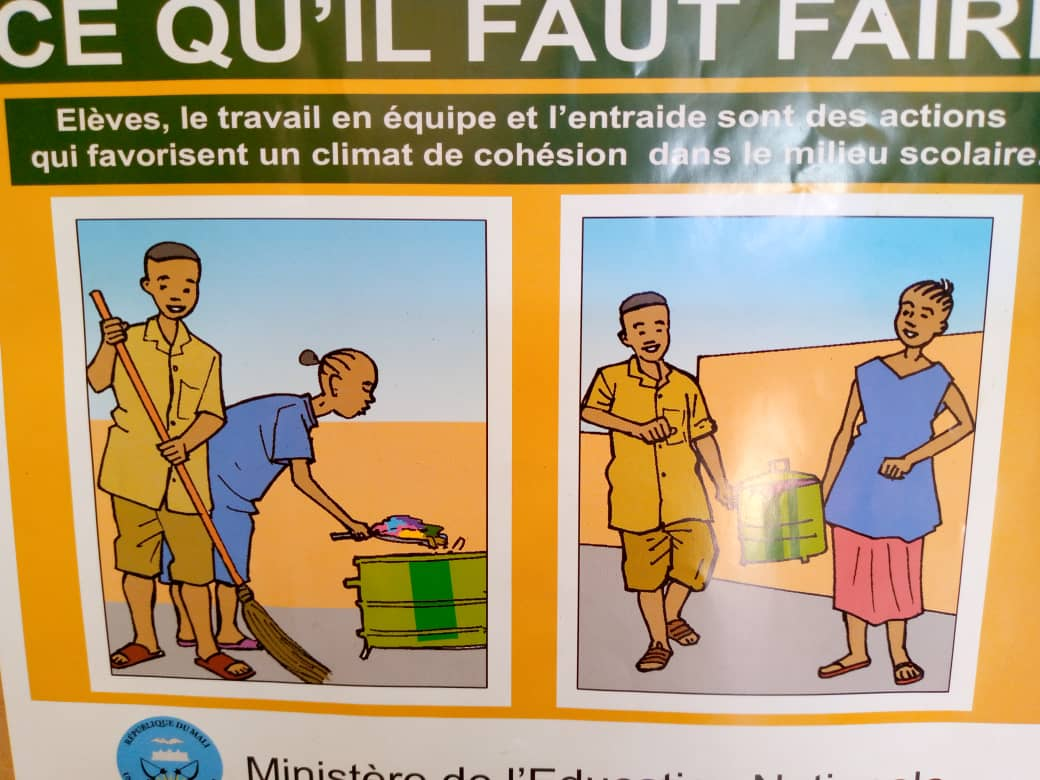
Un Cartel escolar escrito en francés en Mali, dicho idioma tiene carácter de Lengua de trabajo desde 2023

La población maliense abarca un gran número de grupos étnicos subsaharianos, de los cuales la mayoría poseen concordancias históricas, culturales, lingüísticas y religiosas. El bambara, por lejos, es el grupo étnico más extenso, conformando el 36,5 % de la población. En conjunto, los bambaras, los soninkés, los khassonkés y los malinkés (todos ellos parte del grupo mandé) constituyen el 50 % de la población. Otros grupos significativos son el peul (17 %), el voltaic (12 %), el songhai (6 %) y los tuareg y árabes (10 %). Históricamente, Mali ha gozado de buenas relaciones interétnicas; sin embargo, existen tensiones entre los songhai y los tuaregs.

### Idiomas

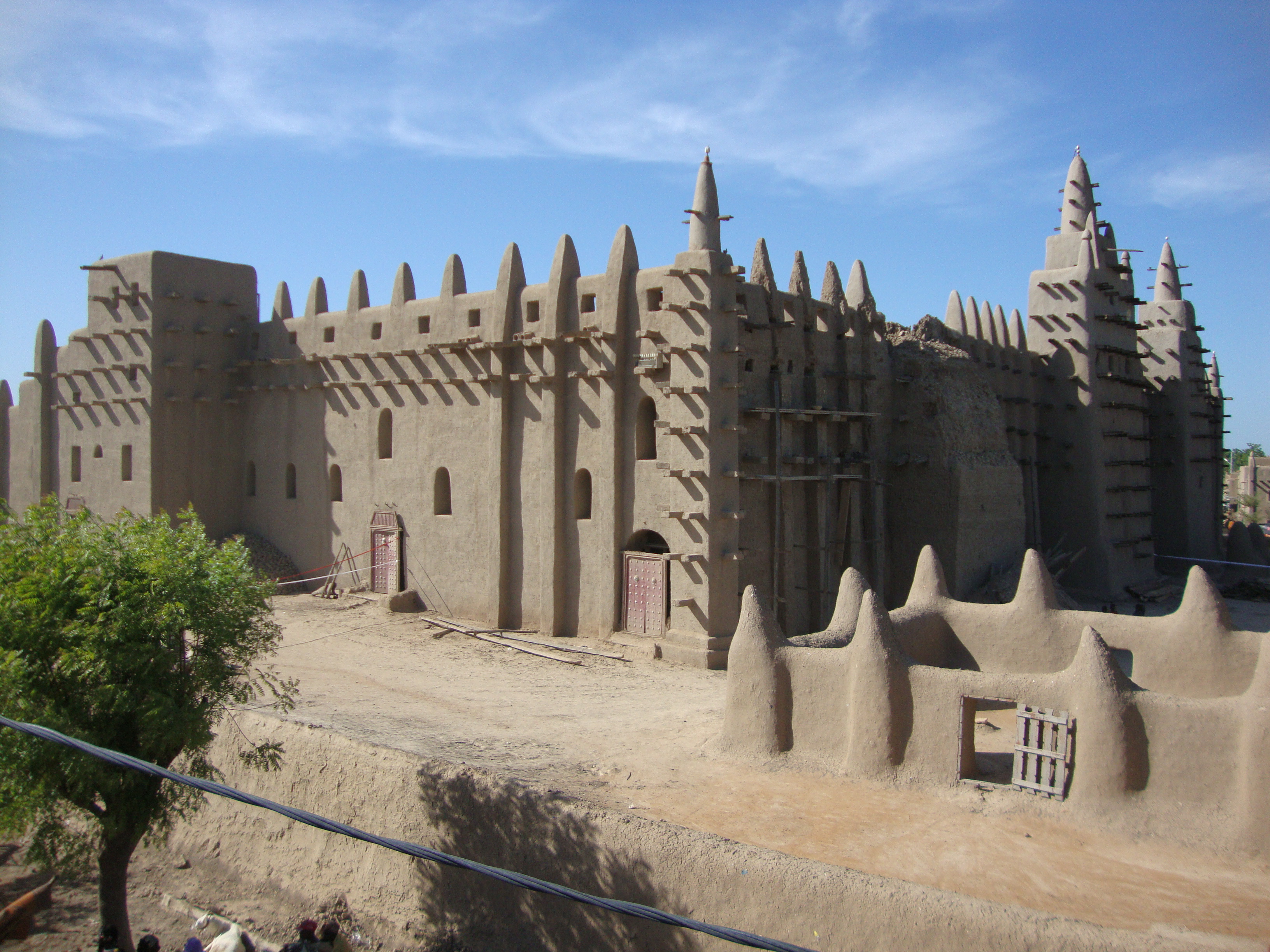
La gran Mezquita de Djénné Patrimonio de la Humanidad

El idioma oficial de Mali es el bambara, pero una cantidad numerosa (cuarenta o más) de lenguas africanas son ampliamente usadas por varios grupos étnicos. Cerca del 80 % de la población de Mali se puede comunicar en bambara, que es la principal lengua vehicular e idioma de comercio. En el norte del país (Azawad) son demográficamente importantes las lenguas songai y las lenguas tuareg. También es importante destacar que hasta 2023 la lengua oficial del país era el francés, lengua que dejó de serlo debido a cambios por parte del Gobierno maliense. Sin embargo, la lengua francesa continúa presente en diversos aspectos de la vida diaria y es ampliamente utilizada como lengua interétnica, siendo reconocido oficialmente como idioma de trabajo.

### Religión
El 80 % de los malienses es, según estimaciones, musulmán y la mayor parte de estos son suníes; aproximadamente el 10 % de la población es cristiana (dos tercios de la iglesia católica y otro tercio protestante); el 10 % restante corresponde a creencias animistas tradicionales o indígenas. El ateísmo y el agnosticismo no son muy comunes entre los malienses, de los cuales la mayoría practica su religión diariamente.
De acuerdo con el reporte anual del Departamento de Estado de los Estados Unidos sobre libertad religiosa, el islam practicado en el país puede ser considerado moderado, tolerante y adaptado a las condiciones locales. Las mujeres participan en actividades económicas, sociales y políticas, y generalmente no utilizan el burka. La constitución establece que Mali es un Estado laico y proporciona libertad religiosa, y el gobierno respeta en gran parte este derecho. La relación entre musulmanes y practicantes de minorías religiosas puede considerarse amigable y los grupos de misioneros extranjeros (tanto musulmanes como no musulmanes) son tolerados. Las festividades cristianas, al igual que las musulmanas, están reconocidas oficialmente y se celebran sin ningún tipo de problema.

### Educación

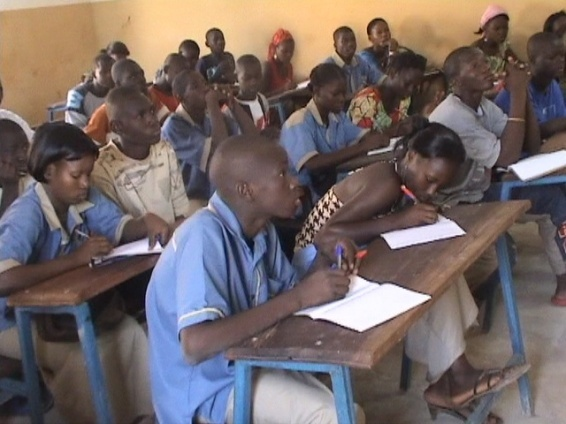
Estudiantes de secundaria en Kati

La educación es gratuita y obligatoria durante nueve grados, entre los siete y los dieciséis años de edad. El sistema abarca seis años de educación primaria, que comienzan a los siete, seguidos de seis años de educación secundaria. Sin embargo, la tasa de inscripciones a la escuela primaria es baja, en gran parte porque las familias no tienen los recursos necesarios para cubrir el coste de uniformes, libros y otros requisitos necesarios para asistir a clases. En el año escolar 2000-2001, la tasa de inscripción a la escuela primaria era del 61 % (71 % en niños y 51 % en niñas); a finales de la década de 1990, la cantidad de inscritos a la educación secundaria era tan solo del 15 % (20 % en hombres y 10 % en mujeres). El sistema educativo sufre de carencia de escuelas en zonas rurales, así como de la escasez de materiales y profesores. Estimaciones revelan que entre el 27 % y el 46,4 % de los habitantes padecen de analfabetismo, con un descenso significativo de este porcentaje en las mujeres respecto a los hombres.

### Salud
Mali hace frente a numerosos desafíos en el ámbito de la salud relacionados con la pobreza, la desnutrición, la higiene y el saneamiento ambiental inadecuado. Los indicadores de salud y desarrollo de Mali se encuentran entre los peores del mundo. En el año 2000, solamente el 63 % de la población tenía acceso a agua potable y el 69 % a algún tipo de servicio sanitario. En 2001, la suma de los gastos del gobierno en salud promedió los 4 dólares per cápita. Las instalaciones médicas malienses son muy limitadas y la disponibilidad de medicinas es muy escasa. La malaria y otras enfermedades transmitidas por artrópodos son frecuentes en el país, así como el número de enfermedades infecciosas como el cólera y la tuberculosis. La población también sufre de una alta tasa de desnutrición infantil y una baja tasa de inmunización. Según una estimación, ese año el 1,9 % de la población adulta e infantil estaba afectada por el VIH/Sida, una de las tasas más bajas de África.

## Cultura

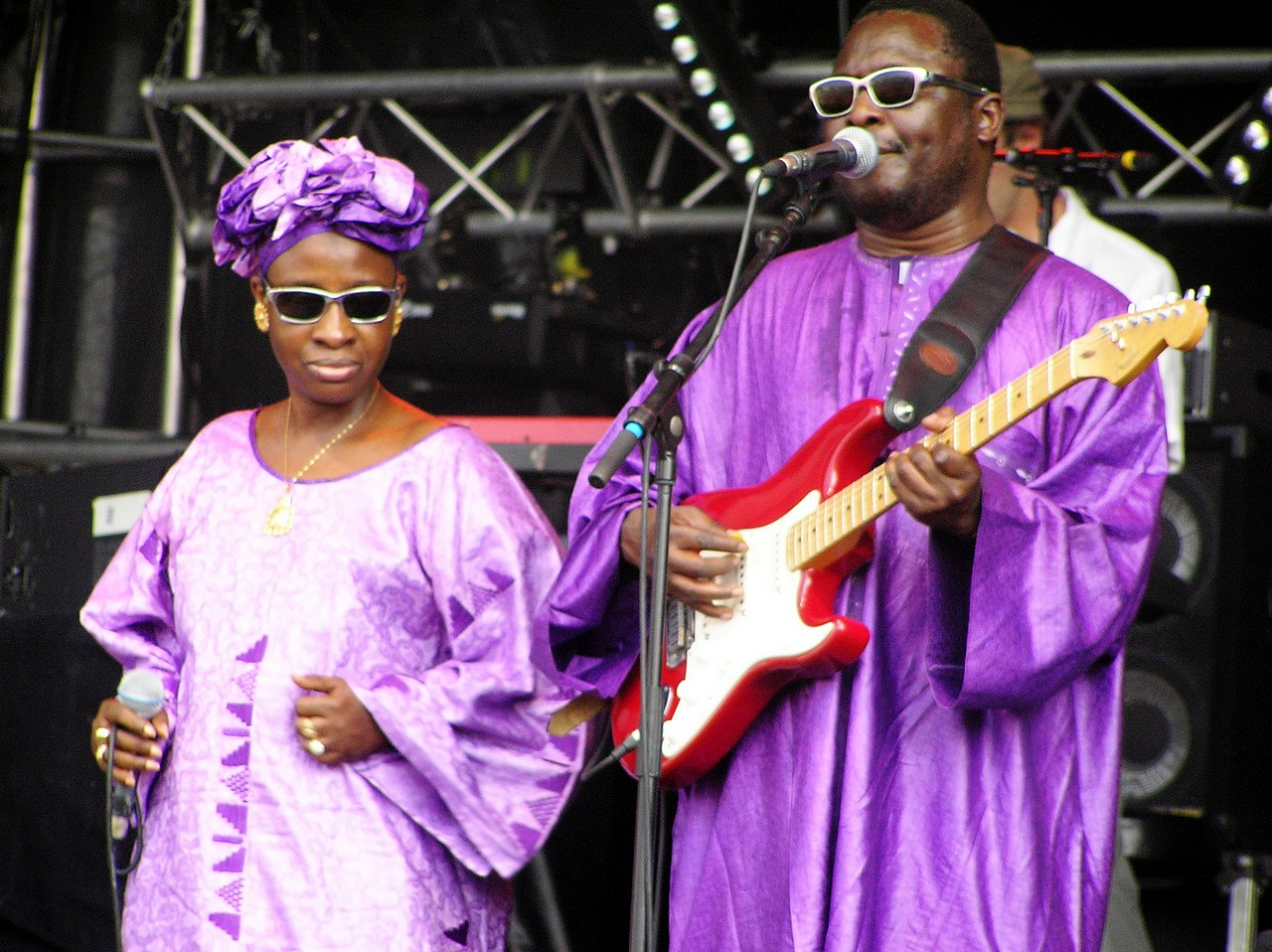
El dúo musical Amadou & Mariam es conocido internacionalmente por hacer música combinando influencias malienses e internacionales.

Las tradiciones musicales malienses derivan de los griots (o Djeli), conocidos como "Guardianes de la memoria", que ejercen la función de transmitir la historia de su país. La música de Mali es diversa y posee diferentes géneros. Algunos músicos influyentes son Toumani Diabaté y Mamadou Diabaté, intérpretes de kora, el guitarrista Ali Farka Touré, quien combinaba música tradicional de Mali con blues, el grupo musical tuareg llamado Tinariwen, Tamikrest y varios artistas afropop como Salif Keïta, el dúo Amadou & Mariam, Oumou Sangaré y Habib Koité. Varios de estos artistas han logrado triunfar internacionalmente, siendo Salif Keïta el gran representante de la música maliense en el extranjero, principalmente en Europa, en donde actúa con bastante frecuencia.  
Aunque la literatura de este país es menos conocida que su música, Mali ha sido siempre uno de los centros intelectuales más activos de África. La tradición literaria maliense es divulgada principalmente de manera oral, con jalis recitando o cantando historias de memoria. Amadou Hampâté Bâ, su historiador más conocido, pasó mucho tiempo de su vida escribiendo estas historias para que el mundo las conserve. La novela más conocida de un autor maliense es Le devoir de violence, escrita por Yambo Ouologuem, que ganó en 1968 el Premio Renaudot, aunque su legado fue dañado por acusaciones de plagio. Otros escritores conocidos son Baba Traoré, Modibo Sounkalo Keita, Massa Makan Diabaté, Moussa Konaté y Fily Dabo Sissoko.
La variada cultura diaria de los malienses refleja la diversidad étnica y geográfica del país. La mayoría de sus habitantes usan trajes fluidos y coloridos llamados boubou, que son típicos de África Occidental. Los malienses participan frecuentemente en festivales, danzas y celebraciones tradicionales. El arroz y el mijo son importantes en la cocina de Mali, que se basa principalmente en granos de cereal. Los granos son preparados generalmente con salsas hechas con hojas, como las de la espinaca o el baobab, con tomate o con salsa de maní, y pueden estar acompañados de carne asada (típicamente pollo, cordero, vaca y cabra). La cocina de Mali varía regionalmente.

### Festividades
| Fecha            | Fiesta (año 2010)       | Notas                                              |
| ---------------- | ----------------------- | -------------------------------------------------- |
| 1 de enero       | Año Nuevo               |                                                    |
| 20 de enero      | Día del ejército        |                                                    |
| 26 de marzo      | Día de los Mártires     | Caída del régimen del general Moussa Traoré.       |
| 1 de mayo        | Día del Trabajo         |                                                    |
| 25 de mayo       | Día de África           | Creación de la Organización de la Unidad Africana. |
| 22 de septiembre | Día de la Independencia | Independencia de Francia en 1960.                  |
| 25 de diciembre  | Navidad                 | Nacimiento de Jesucristo.                          |

Existen diversas festividades musulmanas que varían de fecha cada año, como el Cumpleaños del Profeta (Eid-Milad Nnabi), el Bautismo del Profeta (Maouloud), el final del Ramadán y la Fiesta del Cordero (Eid-ul-Adha), y cristianas como el Lunes de Pascua.

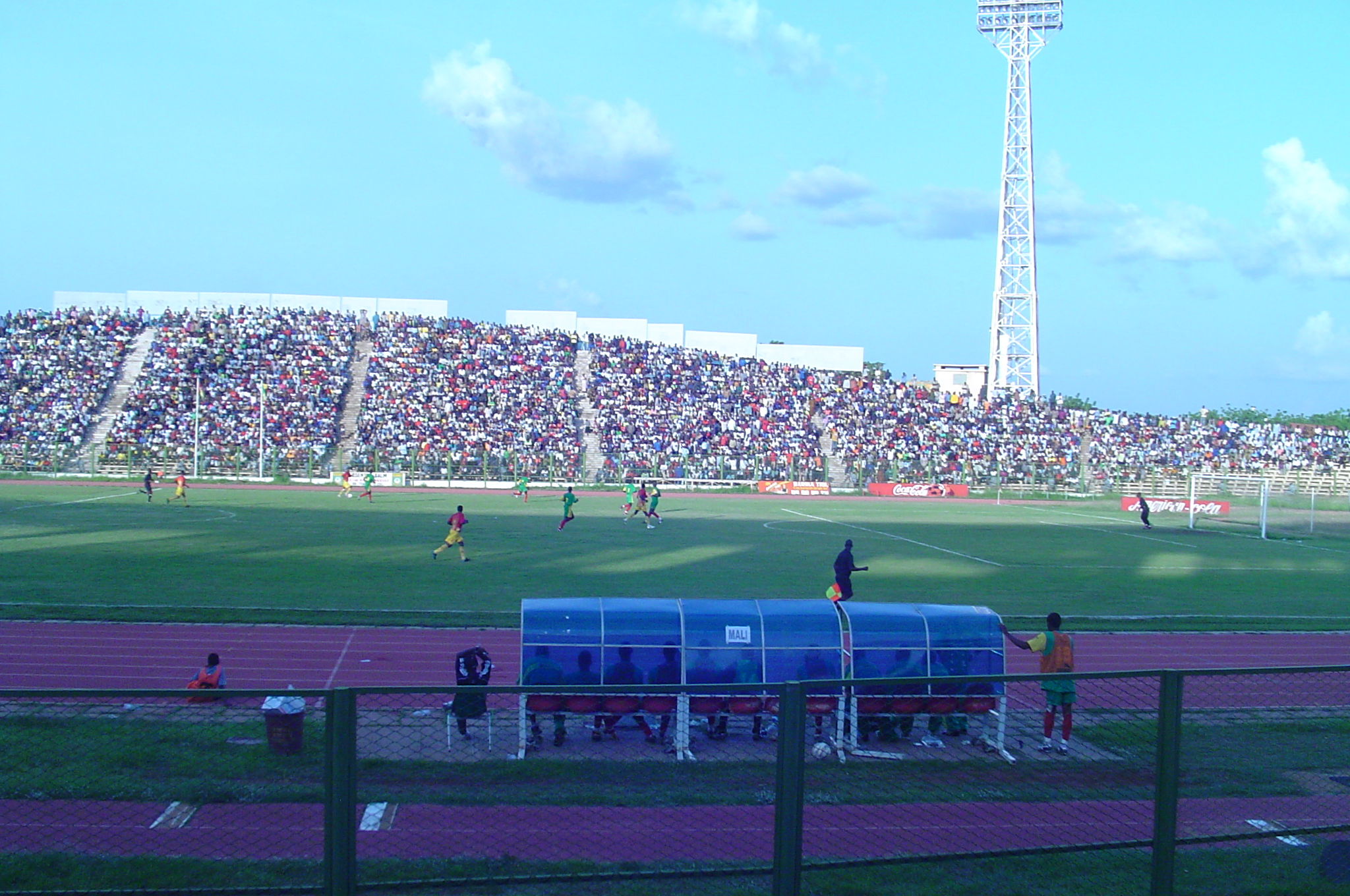
El Estadio Modibo Keita durante un partido de fútbol

## Deporte
El deporte más popular en Mali es el fútbol, que cobró mayor importancia desde que el país alojó la Copa Africana de Naciones 2002. La mayor parte de las ciudades tienen competiciones regulares y los equipos más populares nacionalmente son el Djoliba AC, el Stade Malien y el Real Bamako, todos situados en la capital del país.
Los partidos informales son jugados a menudo por los jóvenes con bolas de trapo como pelota. El país ha aportado varios jugadores notables a equipos franceses, incluyendo a Seydou Keita y Jean Tigana. Frédéric "Fredi" Kanouté, nombrado Jugador Africano del Año 2007, que jugó en la Primera División de España, para el Sevilla FC ya retirado . Otros jugadores que formaron parte de algún equipo importante de España son Mahamadou Diarra, capitán de la selección nacional de Mali, exjugador del Real Madrid y Seydou Keita para el FC Barcelona. 

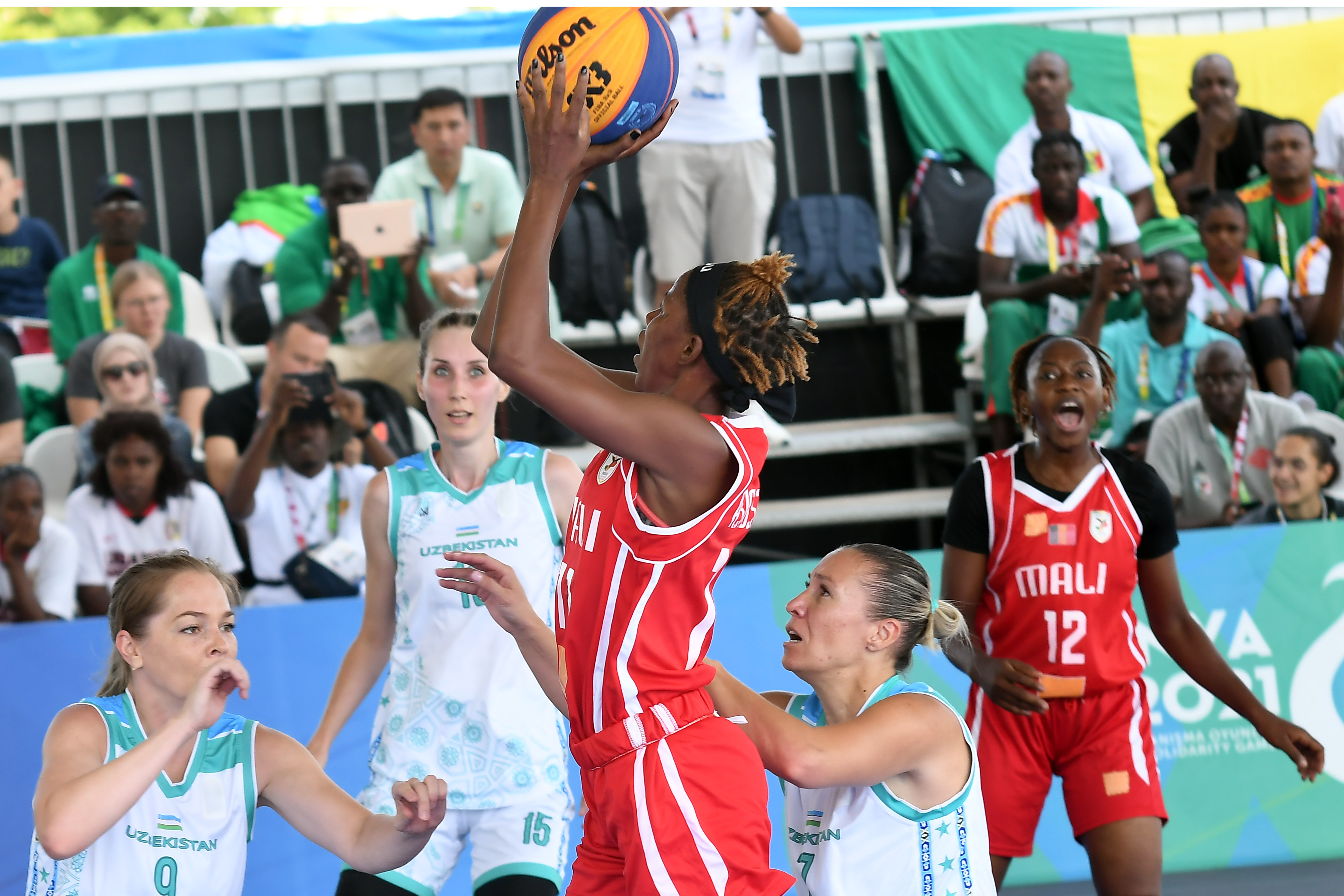
La selección de Baloncesto femenino de Mali en un partido contra Uzbekistán

Además, jugadores oriundos del país que participan en equipos europeos son Mamady Sidibe para el Stoke City Football Club, Mohamed Sissoko para el Levante U. D., Sammy Traoré en el Paris Saint-Germain, Adama Coulibaly en el AJ Auxerre, Kalifa Cissé y Jimmy Kébé para el Reading Football Club, y Dramane Traoré para el Lokomotiv Moscú. El baloncesto es otro deporte importante en Mali; la Selección femenina de baloncesto, liderada por Hamchetou Maiga, jugadora de los Sacramento Monarchs, compitió en los Juegos Olímpicos de Pekín 2008. La lucha (la lutte), también es un juego practicado habitualmente, aunque en los últimos años ha ido decayendo su popularidad. El oware, una variante del mancala, también es un pasatiempo común.